# Lista över fornlämningar i Hässleholms kommun
Lista över fornlämningar i Hässleholms kommun är en förteckning av ett urval av de fornlämningar som finns i Hässleholms kommun.

## Brönnestad
| Namn                          | Lämningstyp                 | Tillkomsttid | Historisk indelning | Plats | Läge                 | ID-nr          | Bild                                 |
| ----------------------------- | --------------------------- | ------------ | ------------------- | ----- | -------------------- | -------------- | ------------------------------------ |
| Brönnestad 1:1                | Röse                        |              | Brönnestad, Skåne   |       | 56.123141, 13.753158 | 10103100010001 | Ladda upp en bild av detta fornminne |
| Brönnestad 2:1                | Gravfält                    |              | Brönnestad, Skåne   |       | 56.123971, 13.753883 | 10103100020001 | Ladda upp en bild av detta fornminne |
| Brönnestad 3:1                | Röse                        |              | Brönnestad, Skåne   |       | 56.119279, 13.758427 | 10103100030001 | Ladda upp en bild av detta fornminne |
| Brönnestad 4:1                | Stensättning                |              | Brönnestad, Skåne   |       | 56.118595, 13.748515 | 10103100040001 | Ladda upp en bild av detta fornminne |
| Brönnestad 4:2                | Röse                        |              | Brönnestad, Skåne   |       | 56.118198, 13.748474 | 10103100040002 | Ladda upp en bild av detta fornminne |
| Brönnestad 5:1                | Röse                        |              | Brönnestad, Skåne   |       | 56.109170, 13.773816 | 10103100050001 | Ladda upp en bild av detta fornminne |
| Brönnestad 5:2                | Röse                        |              | Brönnestad, Skåne   |       | 56.109137, 13.774139 | 10103100050002 | Ladda upp en bild av detta fornminne |
| Brönnestad 8:1                | Röse                        |              | Brönnestad, Skåne   |       | 56.106950, 13.751480 | 10103100080001 | Ladda upp en bild av detta fornminne |
| Brönnestad 8:2                | Röse                        |              | Brönnestad, Skåne   |       | 56.106750, 13.751368 | 10103100080002 | Ladda upp en bild av detta fornminne |
| Pengarör (Brönnestad 10:1)    | Röse                        |              | Brönnestad, Skåne   |       | 56.089310, 13.754700 | 10103100100001 | Ladda upp en bild av detta fornminne |
| Pengarör (Brönnestad 10:2)    | Stensättning                |              | Brönnestad, Skåne   |       | 56.089171, 13.754927 | 10103100100002 | Ladda upp en bild av detta fornminne |
| Brönnestad 11:1               | Stensättning                |              | Brönnestad, Skåne   |       | 56.090286, 13.753614 | 10103100110001 | Ladda upp en bild av detta fornminne |
| Brönnestad 13:1               | Stenkrets                   |              | Brönnestad, Skåne   |       | 56.082627, 13.755372 | 10103100130001 | Ladda upp en bild av detta fornminne |
| Brönnestad 13:2               | Grav markerad av sten/block |              | Brönnestad, Skåne   |       | 56.082585, 13.755648 | 10103100130002 | Ladda upp en bild av detta fornminne |
| Brönnestad 13:3               | Stensättning                |              | Brönnestad, Skåne   |       | 56.082784, 13.755700 | 10103100130003 | Ladda upp en bild av detta fornminne |
| Brönnestad 14:1               | Hög                         |              | Brönnestad, Skåne   |       | 56.112937, 13.741762 | 10103100140001 | Ladda upp en bild av detta fornminne |
| Brönnestad 15:1               | Hällristning                |              | Brönnestad, Skåne   |       | 56.082915, 13.755178 | 10103100150001 | Ladda upp en bild av detta fornminne |
| Brönnestad 16:1               | Gravfält                    |              | Brönnestad, Skåne   |       | 56.084182, 13.755853 | 10103100160001 | Ladda upp en bild av detta fornminne |
| Brönnestad 17:1               | Röse                        |              | Brönnestad, Skåne   |       | 56.085563, 13.734880 | 10103100170001 | Ladda upp en bild av detta fornminne |
| Brönnestad 17:2               | Hällristning                |              | Brönnestad, Skåne   |       | 56.085729, 13.735050 | 10103100170002 | Ladda upp en bild av detta fornminne |
| Brönnestad 18:1               | Hällristning                |              | Brönnestad, Skåne   |       | 56.099895, 13.719506 | 10103100180001 | Ladda upp en bild av detta fornminne |
| Brönnestad 22:1               | Hög                         |              | Brönnestad, Skåne   |       | 56.071902, 13.674932 | 10103100220001 | Ladda upp en bild av detta fornminne |
| Brönnestad 23:1               | Gravfält                    |              | Brönnestad, Skåne   |       | 56.064305, 13.662634 | 10103100230001 | Ladda upp en bild av detta fornminne |
| Brönnestad 24:1               | Stensättning                |              | Brönnestad, Skåne   |       | 56.061872, 13.660005 | 10103100240001 | Ladda upp en bild av detta fornminne |
| Brönnestad 24:2               | Grav markerad av sten/block |              | Brönnestad, Skåne   |       | 56.061912, 13.660252 | 10103100240002 | Ladda upp en bild av detta fornminne |
| Brönnestad 25:1               | Hög                         |              | Brönnestad, Skåne   |       | 56.068263, 13.652710 | 10103100250001 | Ladda upp en bild av detta fornminne |
| Brönnestad 26:1               | Stensättning                |              | Brönnestad, Skåne   |       | 56.065382, 13.667866 | 10103100260001 | Ladda upp en bild av detta fornminne |
| Brönnestad 26:2               | Stensättning                |              | Brönnestad, Skåne   |       | 56.065485, 13.667443 | 10103100260002 | Ladda upp en bild av detta fornminne |
| Brönnestad 26:3               | Hällristning                |              | Brönnestad, Skåne   |       | 56.065167, 13.667525 | 10103100260003 | Ladda upp en bild av detta fornminne |
| Brönnestad 26:4               | Hällristning                |              | Brönnestad, Skåne   |       | 56.065150, 13.667643 | 10103100260004 | Ladda upp en bild av detta fornminne |
| Brönnestad 26:5               | Hällristning                |              | Brönnestad, Skåne   |       | 56.065220, 13.667639 | 10103100260005 | Ladda upp en bild av detta fornminne |
| Brönnestad 27:2               | Begravningsplats            |              | Brönnestad, Skåne   |       | 56.082417, 13.713653 | 10103100270002 | Ladda upp en bild av detta fornminne |
| Brönnestad 28:1               | Hög                         |              | Brönnestad, Skåne   |       | 56.066579, 13.701280 | 10103100280001 | Ladda upp en bild av detta fornminne |
| Brönnestad 29:1               | Röse                        |              | Brönnestad, Skåne   |       | 56.112600, 13.697388 | 10103100290001 | Ladda upp en bild av detta fornminne |
| Brönnestad 30:1               | Röse                        |              | Brönnestad, Skåne   |       | 56.087614, 13.752051 | 10103100300001 | Ladda upp en bild av detta fornminne |
| Brönnestad 30:2               | Hällristning                |              | Brönnestad, Skåne   |       | 56.087463, 13.751845 | 10103100300002 | Ladda upp en bild av detta fornminne |
| Brönnestad 31:1               | Röse                        |              | Brönnestad, Skåne   |       | 56.085598, 13.758051 | 10103100310001 | Ladda upp en bild av detta fornminne |
| Brönnestad 34:1               | Hällristning                |              | Brönnestad, Skåne   |       | 56.084149, 13.753238 | 10103100340001 | Ladda upp en bild av detta fornminne |
| Brönnestad 34:2               | Hällristning                |              | Brönnestad, Skåne   |       | 56.084009, 13.752954 | 10103100340002 | Ladda upp en bild av detta fornminne |
| Brönnestad 34:3               | Hällristning                |              | Brönnestad, Skåne   |       | 56.084009, 13.752954 | 10103100340003 | Ladda upp en bild av detta fornminne |
| Brönnestad 36:1               | Hällristning                |              | Brönnestad, Skåne   |       | 56.084592, 13.736969 | 10103100360001 | Ladda upp en bild av detta fornminne |
| Brönnestad 36:2               | Hällristning                |              | Brönnestad, Skåne   |       | 56.084592, 13.736969 | 10103100360002 | Ladda upp en bild av detta fornminne |
| Brönnestad 38:1               | Stensättning                |              | Brönnestad, Skåne   |       | 56.095287, 13.744110 | 10103100380001 | Ladda upp en bild av detta fornminne |
| Brönnestad 40:1               | Hällristning                |              | Brönnestad, Skåne   |       | 56.098055, 13.736404 | 10103100400001 | Ladda upp en bild av detta fornminne |
| Brönnestad 41:1               | Hällristning                |              | Brönnestad, Skåne   |       | 56.098459, 13.724633 | 10103100410001 | Ladda upp en bild av detta fornminne |
| Brönnestad 42:1               | Hällristning                |              | Brönnestad, Skåne   |       | 56.097962, 13.725643 | 10103100420001 | Ladda upp en bild av detta fornminne |
| Brönnestad 43:1               | Hällristning                |              | Brönnestad, Skåne   |       | 56.096805, 13.724115 | 10103100430001 | Ladda upp en bild av detta fornminne |
| Brönnestad 45:1               | Stensättning                |              | Brönnestad, Skåne   |       | 56.092413, 13.729122 | 10103100450001 | Ladda upp en bild av detta fornminne |
| Brönnestad 46:1               | Hällristning                |              | Brönnestad, Skåne   |       | 56.091672, 13.732443 | 10103100460001 | Ladda upp en bild av detta fornminne |
| Brönnestad 47:1               | Hällristning                |              | Brönnestad, Skåne   |       | 56.095021, 13.736529 | 10103100470001 | Ladda upp en bild av detta fornminne |
| Brönnestad 48:1               | Hällristning                |              | Brönnestad, Skåne   |       | 56.093521, 13.736694 | 10103100480001 | Ladda upp en bild av detta fornminne |
| Brönnestad 49:1               | Stensättning                |              | Brönnestad, Skåne   |       | 56.101837, 13.739047 | 10103100490001 | Ladda upp en bild av detta fornminne |
| Brönnestad 49:2               | Stensättning                |              | Brönnestad, Skåne   |       | 56.101525, 13.738973 | 10103100490002 | Ladda upp en bild av detta fornminne |
| Brönnestad 49:3               | Stensättning                |              | Brönnestad, Skåne   |       | 56.101342, 13.739111 | 10103100490003 | Ladda upp en bild av detta fornminne |
| Brönnestad 50:1               | Hällristning                |              | Brönnestad, Skåne   |       | 56.106150, 13.735292 | 10103100500001 | Ladda upp en bild av detta fornminne |
| Brönnestad 51:1               | Stensättning                |              | Brönnestad, Skåne   |       | 56.117423, 13.692185 | 10103100510001 | Ladda upp en bild av detta fornminne |
| Brönnestad 51:2               | Stensättning                |              | Brönnestad, Skåne   |       | 56.117277, 13.692481 | 10103100510002 | Ladda upp en bild av detta fornminne |
| Brönnestad 53:1               | Gravfält                    |              | Brönnestad, Skåne   |       | 56.115820, 13.701343 | 10103100530001 | Ladda upp en bild av detta fornminne |
| Brönnestad 55:1               | Stensättning                |              | Brönnestad, Skåne   |       | 56.098915, 13.695004 | 10103100550001 | Ladda upp en bild av detta fornminne |
| Brönnestad 56:1               | Röse                        |              | Brönnestad, Skåne   |       | 56.100613, 13.700086 | 10103100560001 | Ladda upp en bild av detta fornminne |
| Biblioteket (Brönnestad 58:1) | Husgrund, historisk tid     |              | Brönnestad, Skåne   |       | 56.097416, 13.702061 | 10103100580001 | Ladda upp en bild av detta fornminne |
| Brönnestad 60:1               | Röse                        |              | Brönnestad, Skåne   |       | 56.099884, 13.698691 | 10103100600001 | Ladda upp en bild av detta fornminne |
| Brönnestad 61:1               | Hällristning                |              | Brönnestad, Skåne   |       | 56.101068, 13.747364 | 10103100610001 | Ladda upp en bild av detta fornminne |
| Blankehög (Brönnestad 64:1)   | Hög                         |              | Brönnestad, Skåne   |       | 56.109008, 13.741505 | 10103100640001 | Ladda upp en bild av detta fornminne |
| Brönnestad 68:1               | Hällristning                |              | Brönnestad, Skåne   |       | 56.086352, 13.718573 | 10103100680001 | Ladda upp en bild av detta fornminne |
| Brönnestad 68:3               | Hällristning                |              | Brönnestad, Skåne   |       | 56.086422, 13.718517 | 10103100680003 | Ladda upp en bild av detta fornminne |
| Brönnestad 69:1               | Hällristning                |              | Brönnestad, Skåne   |       | 56.085411, 13.718614 | 10103100690001 | Ladda upp en bild av detta fornminne |
| Brönnestad 70:1               | Stensättning                |              | Brönnestad, Skåne   |       | 56.086335, 13.721369 | 10103100700001 | Ladda upp en bild av detta fornminne |
| Brönnestad 71:1               | Stensättning                |              | Brönnestad, Skåne   |       | 56.083676, 13.719638 | 10103100710001 | Ladda upp en bild av detta fornminne |
| Brönnestad 72:1               | Stensättning                |              | Brönnestad, Skåne   |       | 56.084485, 13.716047 | 10103100720001 | Ladda upp en bild av detta fornminne |
| Brönnestad 75:1               | Stensättning                |              | Brönnestad, Skåne   |       | 56.085031, 13.759203 | 10103100750001 | Ladda upp en bild av detta fornminne |
| Brönnestad 75:2               | Stensättning                |              | Brönnestad, Skåne   |       | 56.085072, 13.758866 | 10103100750002 | Ladda upp en bild av detta fornminne |
| Brönnestad 76:1               | Gravfält                    |              | Brönnestad, Skåne   |       | 56.084212, 13.757136 | 10103100760001 | Ladda upp en bild av detta fornminne |
| Brönnestad 77:1               | Hällristning                |              | Brönnestad, Skåne   |       | 56.084234, 13.758656 | 10103100770001 | Ladda upp en bild av detta fornminne |
| Brönnestad 78:1               | Stensättning                |              | Brönnestad, Skåne   |       | 56.114852, 13.782222 | 10103100780001 | Ladda upp en bild av detta fornminne |
| Brönnestad 82:1               | Stensättning                |              | Brönnestad, Skåne   |       | 56.070138, 13.652787 | 10103100820001 | Ladda upp en bild av detta fornminne |
| Brönnestad 82:2               | Stensättning                |              | Brönnestad, Skåne   |       | 56.070108, 13.652291 | 10103100820002 | Ladda upp en bild av detta fornminne |
| Brönnestad 88:1               | Hällristning                |              | Brönnestad, Skåne   |       | 56.059275, 13.666540 | 10103100880001 | Ladda upp en bild av detta fornminne |
| Brönnestad 89:1               | Stensättning                |              | Brönnestad, Skåne   |       | 56.059467, 13.662770 | 10103100890001 | Ladda upp en bild av detta fornminne |
| Brönnestad 96:1               | Hällristning                |              | Brönnestad, Skåne   |       | 56.068236, 13.675778 | 10103100960001 | Ladda upp en bild av detta fornminne |
| Brönnestad 98:1               | Stensättning                |              | Brönnestad, Skåne   |       | 56.067696, 13.680110 | 10103100980001 | Ladda upp en bild av detta fornminne |
| Brönnestad 101:1              | Hällristning                |              | Brönnestad, Skåne   |       | 56.075710, 13.687406 | 10103101010001 | Ladda upp en bild av detta fornminne |
| Brönnestad 103:1              | Gravfält                    |              | Brönnestad, Skåne   |       | 56.072646, 13.682067 | 10103101030001 | Ladda upp en bild av detta fornminne |
| Brönnestad 109:1              | Stensättning                |              | Brönnestad, Skåne   |       | 56.078889, 13.686276 | 10103101090001 | Ladda upp en bild av detta fornminne |
| Brönnestad 110:1              | Hällristning                |              | Brönnestad, Skåne   |       | 56.078765, 13.693217 | 10103101100001 | Ladda upp en bild av detta fornminne |
| Brönnestad 111:1              | Hällristning                |              | Brönnestad, Skåne   |       | 56.075330, 13.668984 | 10103101110001 | Ladda upp en bild av detta fornminne |
| Brönnestad 112:1              | Stensättning                |              | Brönnestad, Skåne   |       | 56.076937, 13.669356 | 10103101120001 | Ladda upp en bild av detta fornminne |
| Brönnestad 112:2              | Stensättning                |              | Brönnestad, Skåne   |       | 56.076753, 13.669238 | 10103101120002 | Ladda upp en bild av detta fornminne |
| Brönnestad 112:4              | Hällristning                |              | Brönnestad, Skåne   |       | 56.077223, 13.668636 | 10103101120004 | Ladda upp en bild av detta fornminne |
| Brönnestad 113:2              | Hällristning                |              | Brönnestad, Skåne   |       | 56.078194, 13.669028 | 10103101130002 | Ladda upp en bild av detta fornminne |
| Brönnestad 113:3              | Hällristning                |              | Brönnestad, Skåne   |       | 56.078337, 13.668853 | 10103101130003 | Ladda upp en bild av detta fornminne |
| Brönnestad 113:4              | Hällristning                |              | Brönnestad, Skåne   |       | 56.077908, 13.668616 | 10103101130004 | Ladda upp en bild av detta fornminne |
| Brönnestad 119:1              | Hällristning                |              | Brönnestad, Skåne   |       | 56.078965, 13.661916 | 10103101190001 | Ladda upp en bild av detta fornminne |
| Bedarör (Brönnestad 120:1)    | Röse                        |              | Brönnestad, Skåne   |       | 56.079948, 13.661731 | 10103101200001 | Ladda upp en bild av detta fornminne |
| Bedarör (Brönnestad 120:2)    | Hällristning                |              | Brönnestad, Skåne   |       | 56.079966, 13.661536 | 10103101200002 | Ladda upp en bild av detta fornminne |
| Bedarör (Brönnestad 120:3)    | Hällristning                |              | Brönnestad, Skåne   |       | 56.080012, 13.661675 | 10103101200003 | Ladda upp en bild av detta fornminne |
| Brönnestad 125:1              | Hällristning                |              | Brönnestad, Skåne   |       | 56.083098, 13.662370 | 10103101250001 | Ladda upp en bild av detta fornminne |
| Brönnestad 127:1              | Hällristning                |              | Brönnestad, Skåne   |       | 56.082902, 13.689228 | 10103101270001 | Ladda upp en bild av detta fornminne |
| Brönnestad 128:1              | Hällristning                |              | Brönnestad, Skåne   |       | 56.083276, 13.689977 | 10103101280001 | Ladda upp en bild av detta fornminne |
| Brönnestad 130:1              | Hällristning                |              | Brönnestad, Skåne   |       | 56.081446, 13.697151 | 10103101300001 | Ladda upp en bild av detta fornminne |
| Brönnestad 132:1              | Stensättning                |              | Brönnestad, Skåne   |       | 56.083759, 13.698940 | 10103101320001 | Ladda upp en bild av detta fornminne |
| Brönnestad 132:2              | Stensättning                |              | Brönnestad, Skåne   |       | 56.083653, 13.698578 | 10103101320002 | Ladda upp en bild av detta fornminne |
| Brönnestad 132:3              | Stensättning                |              | Brönnestad, Skåne   |       | 56.083581, 13.698221 | 10103101320003 | Ladda upp en bild av detta fornminne |
| Brönnestad 133:1              | Hällristning                |              | Brönnestad, Skåne   |       | 56.085129, 13.697521 | 10103101330001 | Ladda upp en bild av detta fornminne |
| Betarör (Brönnestad 136:1)    | Stensättning                |              | Brönnestad, Skåne   |       | 56.081179, 13.715467 | 10103101360001 | Ladda upp en bild av detta fornminne |
| Brönnestad 139:1              | Hällristning                |              | Brönnestad, Skåne   |       | 56.072833, 13.699042 | 10103101390001 | Ladda upp en bild av detta fornminne |
| Brönnestad 140:1              | Hällristning                |              | Brönnestad, Skåne   |       | 56.073948, 13.700166 | 10103101400001 | Ladda upp en bild av detta fornminne |
| Brönnestad 144:1              | Hällristning                |              | Brönnestad, Skåne   |       | 56.086663, 13.710211 | 10103101440001 | Ladda upp en bild av detta fornminne |
| Brönnestad 146:1              | Hällristning                |              | Brönnestad, Skåne   |       | 56.095558, 13.720058 | 10103101460001 | Ladda upp en bild av detta fornminne |
| Brönnestad 147:1              | Hällristning                |              | Brönnestad, Skåne   |       | 56.093915, 13.720343 | 10103101470001 | Ladda upp en bild av detta fornminne |
| Brönnestad 148:1              | Hällristning                |              | Brönnestad, Skåne   |       | 56.095588, 13.717867 | 10103101480001 | Ladda upp en bild av detta fornminne |
| Brönnestad 149:1              | Hällristning                |              | Brönnestad, Skåne   |       | 56.097660, 13.716610 | 10103101490001 | Ladda upp en bild av detta fornminne |
| Brönnestad 152:1              | Hällristning                |              | Brönnestad, Skåne   |       | 56.104824, 13.726282 | 10103101520001 | Ladda upp en bild av detta fornminne |
| Brönnestad 153:1              | Hällristning                |              | Brönnestad, Skåne   |       | 56.108697, 13.730785 | 10103101530001 | Ladda upp en bild av detta fornminne |
| Brönnestad 154:1              | Stensättning                |              | Brönnestad, Skåne   |       | 56.073852, 13.676532 | 10103101540001 | Ladda upp en bild av detta fornminne |
| Brönnestad 155:1              | Hällristning                |              | Brönnestad, Skåne   |       | 56.108481, 13.716248 | 10103101550001 | Ladda upp en bild av detta fornminne |
| Brönnestad 186:1              | Stensättning                |              | Brönnestad, Skåne   |       | 56.100858, 13.707275 | 10103101860001 | Ladda upp en bild av detta fornminne |
| Brönnestad 187:1              | Stensättning                |              | Brönnestad, Skåne   |       | 56.098331, 13.693407 | 10103101870001 | Ladda upp en bild av detta fornminne |
| Brönnestad 189:1              | Hällristning                |              | Brönnestad, Skåne   |       | 56.099600, 13.704810 | 10103101890001 | Ladda upp en bild av detta fornminne |
| Brönnestad 190:1              | Hällristning                |              | Brönnestad, Skåne   |       | 56.094893, 13.697603 | 10103101900001 | Ladda upp en bild av detta fornminne |
| Brönnestad 197:1              | Röse                        |              | Brönnestad, Skåne   |       | 56.099024, 13.680697 | 10103101970001 | Ladda upp en bild av detta fornminne |
| Brönnestad 200:1              | Hällristning                |              | Brönnestad, Skåne   |       | 56.097309, 13.731802 | 10103102000001 | Ladda upp en bild av detta fornminne |
| Brönnestad 200:2              | Hällristning                |              | Brönnestad, Skåne   |       | 56.097358, 13.731751 | 10103102000002 | Ladda upp en bild av detta fornminne |
| Brönnestad 205:1              | Röse                        |              | Brönnestad, Skåne   |       | 56.102376, 13.699343 | 10103102050001 | Ladda upp en bild av detta fornminne |
| Brönnestad 206:1              | Stensättning                |              | Brönnestad, Skåne   |       | 56.102831, 13.704314 | 10103102060001 | Ladda upp en bild av detta fornminne |

## Farstorp
| Namn                                       | Lämningstyp         | Tillkomsttid | Historisk indelning | Plats | Läge                 | ID-nr          | Bild                                 |
| ------------------------------------------ | ------------------- | ------------ | ------------------- | ----- | -------------------- | -------------- | ------------------------------------ |
| Farstorp 4:1                               | Stensättning        |              | Farstorp, Skåne     |       | 56.262406, 13.794232 | 10103900040001 | Ladda upp en bild av detta fornminne |
| Farstorp 4:2                               | Stensättning        |              | Farstorp, Skåne     |       | 56.262303, 13.793985 | 10103900040002 | Ladda upp en bild av detta fornminne |
| Farstorp 5:1                               | Stensättning        |              | Farstorp, Skåne     |       | 56.272822, 13.787706 | 10103900050001 | Ladda upp en bild av detta fornminne |
| Farstorp 6:1                               | Stensättning        |              | Farstorp, Skåne     |       | 56.278494, 13.853793 | 10103900060001 | Ladda upp en bild av detta fornminne |
| Farstorp 34:1                              | Stensättning        |              | Farstorp, Skåne     |       | 56.276214, 13.862054 | 10103900340001 | Ladda upp en bild av detta fornminne |
| Farstorp 39:1                              | Brunn/kallkälla     |              | Farstorp, Skåne     |       | 56.259261, 13.798416 | 10103900390001 | Ladda upp en bild av detta fornminne |
| Farstorp 45:1                              | Gravfält            |              | Farstorp, Skåne     |       | 56.259319, 13.807493 | 10103900450001 | Ladda upp en bild av detta fornminne |
| Farstorp 51:1                              | Minnesmärke         |              | Farstorp, Skåne     |       | 56.270664, 13.788374 | 10103900510001 | Ladda upp en bild av detta fornminne |
| Farstorp 59:1                              | Stensättning        |              | Farstorp, Skåne     |       | 56.263316, 13.769141 | 10103900590001 | Ladda upp en bild av detta fornminne |
| Farstorp 66:1                              | Stensättning        |              | Farstorp, Skåne     |       | 56.280679, 13.854940 | 10103900660001 | Ladda upp en bild av detta fornminne |
| Farstorp 73:1                              | Röse                |              | Farstorp, Skåne     |       | 56.289628, 13.866268 | 10103900730001 | Ladda upp en bild av detta fornminne |
| Farstorp 131:1                             | Röse                |              | Farstorp, Skåne     |       | 56.292692, 13.865398 | 10103901310001 | Ladda upp en bild av detta fornminne |
| Farstorp 189:1                             | Stensättning        |              | Farstorp, Skåne     |       | 56.275256, 13.871048 | 10103901890001 | Ladda upp en bild av detta fornminne |
| Skräddarehusets gamla tom (Farstorp 193:1) | Lägenhetsbebyggelse |              | Farstorp, Skåne     |       | 56.284804, 13.777686 | 10103901930001 | Ladda upp en bild av detta fornminne |

## Finja
| Namn                       | Lämningstyp                 | Tillkomsttid | Historisk indelning | Plats | Läge                 | ID-nr          | Bild                                 |
| -------------------------- | --------------------------- | ------------ | ------------------- | ----- | -------------------- | -------------- | ------------------------------------ |
| Finja 2:1                  | Stensättning                |              | Finja, Skåne        |       | 56.164753, 13.707802 | 10104000020001 | Ladda upp en bild av detta fornminne |
| Soterör (Finja 5:1)        | Stensättning                |              | Finja, Skåne        |       | 56.162696, 13.681879 | 10104000050001 | Ladda upp en bild av detta fornminne |
| Finja 6:1                  | Stensättning                |              | Finja, Skåne        |       | 56.167283, 13.673248 | 10104000060001 | Ladda upp en bild av detta fornminne |
| Finja 7:1                  | Stensättning                |              | Finja, Skåne        |       | 56.166824, 13.682372 | 10104000070001 | Ladda upp en bild av detta fornminne |
| Finja 8:1                  | Stensättning                |              | Finja, Skåne        |       | 56.161438, 13.679744 | 10104000080001 | Ladda upp en bild av detta fornminne |
| Finja 8:2                  | Stensättning                |              | Finja, Skåne        |       | 56.160979, 13.679437 | 10104000080002 | Ladda upp en bild av detta fornminne |
| Finja 9:1                  | Hällristning                |              | Finja, Skåne        |       | 56.157911, 13.671932 | 10104000090001 | Ladda upp en bild av detta fornminne |
| Finja 12:1                 | Stensättning                |              | Finja, Skåne        |       | 56.186062, 13.663516 | 10104000120001 | Ladda upp en bild av detta fornminne |
| Finja 13:1                 | Hällristning                |              | Finja, Skåne        |       | 56.184341, 13.667690 | 10104000130001 | Ladda upp en bild av detta fornminne |
| Magnille kull (Finja 14:1) | Stensättning                |              | Finja, Skåne        |       | 56.179226, 13.656944 | 10104000140001 | Ladda upp en bild av detta fornminne |
| Magnille kull (Finja 14:2) | Stensättning                |              | Finja, Skåne        |       | 56.179352, 13.656629 | 10104000140002 | Ladda upp en bild av detta fornminne |
| Finja 15:1                 | Stensättning                |              | Finja, Skåne        |       | 56.178783, 13.646451 | 10104000150001 | Ladda upp en bild av detta fornminne |
| Finja 17:1                 | Grav markerad av sten/block |              | Finja, Skåne        |       | 56.153117, 13.625942 | 10104000170001 | Ladda upp en bild av detta fornminne |
| Finja 17:2                 | Grav markerad av sten/block |              | Finja, Skåne        |       | 56.152908, 13.626172 | 10104000170002 | Ladda upp en bild av detta fornminne |
| Finja 60:2                 | Hällristning                |              | Finja, Skåne        |       | 56.185688, 13.666761 | 10104000600002 | Ladda upp en bild av detta fornminne |
| Finja 61:1                 | Stensättning                |              | Finja, Skåne        |       | 56.182460, 13.663974 | 10104000610001 | Ladda upp en bild av detta fornminne |
| Finja 65:1                 | Stensättning                |              | Finja, Skåne        |       | 56.180758, 13.660748 | 10104000650001 | Ladda upp en bild av detta fornminne |
| Finja 65:2                 | Stensättning                |              | Finja, Skåne        |       | 56.180855, 13.660741 | 10104000650002 | Ladda upp en bild av detta fornminne |
| Finja 69:1                 | Hällristning                |              | Finja, Skåne        |       | 56.181511, 13.666552 | 10104000690001 | Ladda upp en bild av detta fornminne |
| Finja 70:1                 | Hällristning                |              | Finja, Skåne        |       | 56.185246, 13.665305 | 10104000700001 | Ladda upp en bild av detta fornminne |
| Finja 90:1                 | Stensättning                |              | Finja, Skåne        |       | 56.190321, 13.686964 | 10104000900001 | Ladda upp en bild av detta fornminne |
| Finja 91:1                 | Stensättning                |              | Finja, Skåne        |       | 56.196475, 13.680301 | 10104000910001 | Ladda upp en bild av detta fornminne |
| Finja 92:1                 | Hällristning                |              | Finja, Skåne        |       | 56.185671, 13.663359 | 10104000920001 | Ladda upp en bild av detta fornminne |
| Finja 93:1                 | Stensättning                |              | Finja, Skåne        |       | 56.177087, 13.672091 | 10104000930001 | Ladda upp en bild av detta fornminne |
| Finja 93:2                 | Stensättning                |              | Finja, Skåne        |       | 56.177020, 13.671805 | 10104000930002 | Ladda upp en bild av detta fornminne |
| Finja 133:1                | Stensättning                |              | Finja, Skåne        |       | 56.175902, 13.650238 | 10104001330001 | Ladda upp en bild av detta fornminne |
| Finja 133:2                | Stensättning                |              | Finja, Skåne        |       | 56.175737, 13.650177 | 10104001330002 | Ladda upp en bild av detta fornminne |
| Finja 133:3                | Stensättning                |              | Finja, Skåne        |       | 56.175640, 13.650358 | 10104001330003 | Ladda upp en bild av detta fornminne |
| Finja 134:1                | Stensättning                |              | Finja, Skåne        |       | 56.175675, 13.657297 | 10104001340001 | Ladda upp en bild av detta fornminne |

## Gumlösa
| Namn                      | Lämningstyp  | Tillkomsttid | Historisk indelning | Plats | Läge                 | ID-nr          | Bild                                 |
| ------------------------- | ------------ | ------------ | ------------------- | ----- | -------------------- | -------------- | ------------------------------------ |
| Gumlösa 3:1               | Minnesmärke  |              | Gumlösa, Skåne      |       | 56.174116, 13.971846 | 10105400030001 | Ladda upp en bild av detta fornminne |
| Gumlösa 4:2               | Minnesmärke  |              | Gumlösa, Skåne      |       | 56.174809, 13.970985 | 10105400040002 | Ladda upp en bild av detta fornminne |
| Gumlösa 4:3               | Minnesmärke  |              | Gumlösa, Skåne      |       | 56.174859, 13.971264 | 10105400040003 | Ladda upp en bild av detta fornminne |
| Gumlösa 7:1               | Stensättning |              | Gumlösa, Skåne      |       | 56.161894, 13.925274 | 10105400070001 | Ladda upp en bild av detta fornminne |
| Gumlösa 8:1               | Stensättning |              | Gumlösa, Skåne      |       | 56.160865, 13.928644 | 10105400080001 | Ladda upp en bild av detta fornminne |
| Gumlösa 8:2               | Stensättning |              | Gumlösa, Skåne      |       | 56.160917, 13.928881 | 10105400080002 | Ladda upp en bild av detta fornminne |
| Gumlösa 11:1              | Stensättning |              | Gumlösa, Skåne      |       | 56.164041, 13.913378 | 10105400110001 | Ladda upp en bild av detta fornminne |
| Gumlösa 12:1              | Röse         |              | Gumlösa, Skåne      |       | 56.168196, 13.928627 | 10105400120001 | Ladda upp en bild av detta fornminne |
| Gumlösa 24:1              | Hällristning |              | Gumlösa, Skåne      |       | 56.163548, 13.918577 | 10105400240001 | Ladda upp en bild av detta fornminne |
| Gumlösa 28:1              | Stensättning |              | Gumlösa, Skåne      |       | 56.167603, 13.965997 | 10105400280001 | Ladda upp en bild av detta fornminne |
| Gumlösa 33:1              | Hällristning |              | Gumlösa, Skåne      |       | 56.164282, 14.010278 | 10105400330001 | Ladda upp en bild av detta fornminne |
| Ryds mölla (Gumlösa 34:1) | Kvarn        |              | Gumlösa, Skåne      |       | 56.155553, 13.996671 | 10105400340001 | Ladda upp en bild av detta fornminne |
| Gumlösa 42:1              | Hällristning |              | Gumlösa, Skåne      |       | 56.181157, 13.970961 | 10105400420001 | Ladda upp en bild av detta fornminne |

## Häglinge
| Namn                             | Lämningstyp                 | Tillkomsttid | Historisk indelning | Plats | Läge                 | ID-nr          | Bild                                      |
| -------------------------------- | --------------------------- | ------------ | ------------------- | ----- | -------------------- | -------------- | ----------------------------------------- |
| Häglinge gravfält (Häglinge 1:1) | Gravfält                    |              | Häglinge, Skåne     |       | 55.997445, 13.708731 | 10106200010001 | Ladda upp en till bild av detta fornminne |
| Häglinge 2:1                     | Stensättning                |              | Häglinge, Skåne     |       | 56.000361, 13.707963 | 10106200020001 | Ladda upp en bild av detta fornminne      |
| Häglinge 3:1                     | Stensättning                |              | Häglinge, Skåne     |       | 55.996110, 13.705452 | 10106200030001 | Ladda upp en bild av detta fornminne      |
| Häglinge 4:1                     | Hällristning                |              | Häglinge, Skåne     |       | 55.995827, 13.726999 | 10106200040001 | Ladda upp en bild av detta fornminne      |
| Häglinge 6:1                     | Stensättning                |              | Häglinge, Skåne     |       | 55.971212, 13.659392 | 10106200060001 | Ladda upp en bild av detta fornminne      |
| Häglinge 9:1                     | Röse                        |              | Häglinge, Skåne     |       | 55.960071, 13.672312 | 10106200090001 | Ladda upp en bild av detta fornminne      |
| Häglinge 13:1                    | Röse                        |              | Häglinge, Skåne     |       | 55.959413, 13.675304 | 10106200130001 | Ladda upp en bild av detta fornminne      |
| Häglinge 16:1                    | Röse                        |              | Häglinge, Skåne     |       | 55.987994, 13.726959 | 10106200160001 | Ladda upp en bild av detta fornminne      |
| Häglinge 22:1                    | Röse                        |              | Häglinge, Skåne     |       | 55.980051, 13.702923 | 10106200220001 | Ladda upp en bild av detta fornminne      |
| Häglinge 22:3                    | Stensättning                |              | Häglinge, Skåne     |       | 55.980096, 13.702451 | 10106200220003 | Ladda upp en bild av detta fornminne      |
| Häglinge 23:1                    | Stensättning                |              | Häglinge, Skåne     |       | 55.954137, 13.642387 | 10106200230001 | Ladda upp en bild av detta fornminne      |
| Häglinge 24:1                    | Stensättning                |              | Häglinge, Skåne     |       | 55.992976, 13.728859 | 10106200240001 | Ladda upp en bild av detta fornminne      |
| Häglinge 26:1                    | Hög                         |              | Häglinge, Skåne     |       | 55.979640, 13.676222 | 10106200260001 | Ladda upp en bild av detta fornminne      |
| Häglinge 26:2                    | Stensättning                |              | Häglinge, Skåne     |       | 55.979564, 13.676385 | 10106200260002 | Ladda upp en bild av detta fornminne      |
| Häglinge 30:1                    | Röse                        |              | Häglinge, Skåne     |       | 56.005836, 13.695851 | 10106200300001 | Ladda upp en bild av detta fornminne      |
| Häglinge 30:2                    | Stensättning                |              | Häglinge, Skåne     |       | 56.005691, 13.695391 | 10106200300002 | Ladda upp en bild av detta fornminne      |
| Häglinge 31:1                    | Röse                        |              | Häglinge, Skåne     |       | 56.000948, 13.710100 | 10106200310001 | Ladda upp en bild av detta fornminne      |
| Häglinge 33:1                    | Röse                        |              | Häglinge, Skåne     |       | 56.003756, 13.708360 | 10106200330001 | Ladda upp en bild av detta fornminne      |
| Häglinge 33:2                    | Röse                        |              | Häglinge, Skåne     |       | 56.003592, 13.707833 | 10106200330002 | Ladda upp en bild av detta fornminne      |
| Häglinge 34:1                    | Röse                        |              | Häglinge, Skåne     |       | 56.004447, 13.707377 | 10106200340001 | Ladda upp en bild av detta fornminne      |
| Häglinge 41:1                    | Hällristning                |              | Häglinge, Skåne     |       | 55.988163, 13.711429 | 10106200410001 | Ladda upp en bild av detta fornminne      |
| Häglinge 42:1                    | Stensättning                |              | Häglinge, Skåne     |       | 56.001906, 13.707805 | 10106200420001 | Ladda upp en bild av detta fornminne      |
| Häglinge 43:1                    | Stensättning                |              | Häglinge, Skåne     |       | 55.986150, 13.712575 | 10106200430001 | Ladda upp en bild av detta fornminne      |
| Häglinge 47:1                    | Stensättning                |              | Häglinge, Skåne     |       | 55.999731, 13.704270 | 10106200470001 | Ladda upp en bild av detta fornminne      |
| Häglinge 48:2                    | Stensättning                |              | Häglinge, Skåne     |       | 56.001977, 13.686951 | 10106200480002 | Ladda upp en bild av detta fornminne      |
| Häglinge 49:1                    | Stensättning                |              | Häglinge, Skåne     |       | 55.997173, 13.704872 | 10106200490001 | Ladda upp en bild av detta fornminne      |
| Häglinge 54:1                    | Grav markerad av sten/block |              | Häglinge, Skåne     |       | 55.987674, 13.731512 | 10106200540001 | Ladda upp en bild av detta fornminne      |
| Häglinge 88:1                    | Röse                        |              | Häglinge, Skåne     |       | 56.002239, 13.679428 | 10106200880001 | Ladda upp en bild av detta fornminne      |
| Häglinge 95:1                    | Hällristning                |              | Häglinge, Skåne     |       | 55.994755, 13.714749 | 10106200950001 | Ladda upp en bild av detta fornminne      |
| Häglinge 96:1                    | Stensättning                |              | Häglinge, Skåne     |       | 55.993356, 13.713462 | 10106200960001 | Ladda upp en bild av detta fornminne      |
| Häglinge 100:1                   | Stensättning                |              | Häglinge, Skåne     |       | 55.969954, 13.712540 | 10106201000001 | Ladda upp en bild av detta fornminne      |
| Häglinge 126                     | Röse                        |              | Häglinge, Skåne     |       | 55.977606, 13.703679 | 12000000007348 | Ladda upp en bild av detta fornminne      |

## Hässleholm
| Namn                                   | Lämningstyp                 | Tillkomsttid | Historisk indelning | Plats | Läge                 | ID-nr          | Bild                                 |
| -------------------------------------- | --------------------------- | ------------ | ------------------- | ----- | -------------------- | -------------- | ------------------------------------ |
| Hässleholm 1:1                         | Hög                         |              | Hässleholm, Skåne   |       | 56.169637, 13.802792 | 10106300010001 | Ladda upp en bild av detta fornminne |
| Hässleholm 2:1                         | Gravfält                    |              | Hässleholm, Skåne   |       | 56.154945, 13.779119 | 10106300020001 | Ladda upp en bild av detta fornminne |
| Hässleholm 6:1                         | Hällristning                |              | Hässleholm, Skåne   |       | 56.161968, 13.799185 | 10106300060001 | Ladda upp en bild av detta fornminne |
| Hässleholm 6:2                         | Röse                        |              | Hässleholm, Skåne   |       | 56.162315, 13.799250 | 10106300060002 | Ladda upp en bild av detta fornminne |
| Mölleröds slottsruin (Hässleholm 16:1) | Slott/herresäte             |              | Hässleholm, Skåne   |       | 56.162430, 13.709802 | 10106300160001 | Ladda upp en bild av detta fornminne |
| Hässleholm 18:1                        | Grav markerad av sten/block |              | Hässleholm, Skåne   |       | 56.168258, 13.773185 | 10106300180001 | Ladda upp en bild av detta fornminne |
| Hässleholm 18:2                        | Grav markerad av sten/block |              | Hässleholm, Skåne   |       | 56.168441, 13.773055 | 10106300180002 | Ladda upp en bild av detta fornminne |
| Hässleholm 28:1                        | Stensättning                |              | Hässleholm, Skåne   |       | 56.154303, 13.735062 | 10106300280001 | Ladda upp en bild av detta fornminne |
| Hässleholm 31:1                        | Stensättning                |              | Hässleholm, Skåne   |       | 56.162353, 13.739080 | 10106300310001 | Ladda upp en bild av detta fornminne |
| Hässleholm 31:2                        | Stensättning                |              | Hässleholm, Skåne   |       | 56.162571, 13.739093 | 10106300310002 | Ladda upp en bild av detta fornminne |
| Hässleholm 33:1                        | Grav markerad av sten/block |              | Hässleholm, Skåne   |       | 56.155243, 13.714487 | 10106300330001 | Ladda upp en bild av detta fornminne |
| Hässleholm 34:1                        | Stensättning                |              | Hässleholm, Skåne   |       | 56.155822, 13.730901 | 10106300340001 | Ladda upp en bild av detta fornminne |
| Hässleholm 35:1                        | Hällristning                |              | Hässleholm, Skåne   |       | 56.158864, 13.737487 | 10106300350001 | Ladda upp en bild av detta fornminne |
| Hässleholm 36:1                        | Grav markerad av sten/block |              | Hässleholm, Skåne   |       | 56.156189, 13.741945 | 10106300360001 | Ladda upp en bild av detta fornminne |
| Hässleholm 47:1                        | Stensättning                |              | Hässleholm, Skåne   |       | 56.154836, 13.731655 | 10106300470001 | Ladda upp en bild av detta fornminne |
| Hässleholm 57:1                        | Stensättning                |              | Hässleholm, Skåne   |       | 56.162025, 13.800906 | 10106300570001 | Ladda upp en bild av detta fornminne |
| Hässleholm 57:2                        | Stensättning                |              | Hässleholm, Skåne   |       | 56.161969, 13.801125 | 10106300570002 | Ladda upp en bild av detta fornminne |
| Hässleholm 64:1                        | Hög                         |              | Hässleholm, Skåne   |       | 56.165293, 13.804103 | 10106300640001 | Ladda upp en bild av detta fornminne |

## Hästveda
| Namn                                    | Lämningstyp      | Tillkomsttid | Historisk indelning | Plats | Läge                 | ID-nr          | Bild                                 |
| --------------------------------------- | ---------------- | ------------ | ------------------- | ----- | -------------------- | -------------- | ------------------------------------ |
| Hästveda 1:1                            | Hög              |              | Hästveda, Skåne     |       | 56.258172, 13.929761 | 10106400010001 | Ladda upp en bild av detta fornminne |
| Hästveda 1:2                            | Hög              |              | Hästveda, Skåne     |       | 56.258161, 13.930010 | 10106400010002 | Ladda upp en bild av detta fornminne |
| Hästveda 2:1                            | Stensättning     |              | Hästveda, Skåne     |       | 56.257123, 13.937309 | 10106400020001 | Ladda upp en bild av detta fornminne |
| Hästveda 4:1                            | Hällristning     |              | Hästveda, Skåne     |       | 56.297019, 13.982862 | 10106400040001 | Ladda upp en bild av detta fornminne |
| Hästveda 8:1                            | Stensättning     |              | Hästveda, Skåne     |       | 56.263649, 13.955878 | 10106400080001 | Ladda upp en bild av detta fornminne |
| Hästveda 9:1                            | Stensättning     |              | Hästveda, Skåne     |       | 56.268833, 13.974216 | 10106400090001 | Ladda upp en bild av detta fornminne |
| Hästveda 11:1                           | Gravfält         |              | Hästveda, Skåne     |       | 56.275439, 13.946117 | 10106400110001 | Ladda upp en bild av detta fornminne |
| Hästvedastenen / DR 350 (Hästveda 24:1) | Runristning      |              | Hästveda, Skåne     |       | 56.280612, 13.949663 | 10106400240001 | Ladda upp en bild av detta fornminne |
| Hästveda 35:1                           | Röse             |              | Hästveda, Skåne     |       | 56.292016, 13.989924 | 10106400350001 | Ladda upp en bild av detta fornminne |
| Hästveda 37:1                           | Stensättning     |              | Hästveda, Skåne     |       | 56.240686, 13.900356 | 10106400370001 | Ladda upp en bild av detta fornminne |
| Hästveda 47:1                           | Kvarn            |              | Hästveda, Skåne     |       | 56.264857, 13.921979 | 10106400470001 | Ladda upp en bild av detta fornminne |
| Hästveda 48:1                           | Kvarn            |              | Hästveda, Skåne     |       | 56.265439, 13.921730 | 10106400480001 | Ladda upp en bild av detta fornminne |
| Hästveda 100:1                          | Begravningsplats |              | Hästveda, Skåne     |       | 56.274614, 13.944985 | 10106401000001 | Ladda upp en bild av detta fornminne |
| Hästveda 118                            | Röse             |              | Hästveda, Skåne     |       | 56.285191, 13.909646 | 12000000052746 | Ladda upp en bild av detta fornminne |

## Hörja
| Namn                       | Lämningstyp                 | Tillkomsttid | Historisk indelning | Plats | Läge                 | ID-nr          | Bild                                 |
| -------------------------- | --------------------------- | ------------ | ------------------- | ----- | -------------------- | -------------- | ------------------------------------ |
| Hörja 2:1                  | Grav markerad av sten/block |              | Hörja, Skåne        |       | 56.209817, 13.609414 | 10106600020001 | Ladda upp en bild av detta fornminne |
| Ulakyrkebacken (Hörja 8:1) | Stensättning                |              | Hörja, Skåne        |       | 56.212385, 13.605921 | 10106600080001 | Ladda upp en bild av detta fornminne |
| Hörja 11:1                 | Stensättning                |              | Hörja, Skåne        |       | 56.203156, 13.624282 | 10106600110001 | Ladda upp en bild av detta fornminne |
| Hörja 13:1                 | Gravfält                    |              | Hörja, Skåne        |       | 56.203031, 13.609813 | 10106600130001 | Ladda upp en bild av detta fornminne |
| Hörja 14:1                 | Röse                        |              | Hörja, Skåne        |       | 56.199442, 13.607653 | 10106600140001 | Ladda upp en bild av detta fornminne |
| Hörja 14:2                 | Stensättning                |              | Hörja, Skåne        |       | 56.199594, 13.607518 | 10106600140002 | Ladda upp en bild av detta fornminne |
| Hörja 14:3                 | Stensättning                |              | Hörja, Skåne        |       | 56.199924, 13.607507 | 10106600140003 | Ladda upp en bild av detta fornminne |
| Hörja 15:1                 | Hög                         |              | Hörja, Skåne        |       | 56.207073, 13.597864 | 10106600150001 | Ladda upp en bild av detta fornminne |
| Hörja 17:1                 | Hög                         |              | Hörja, Skåne        |       | 56.208318, 13.601068 | 10106600170001 | Ladda upp en bild av detta fornminne |
| Hörja 19:1                 | Gravfält                    |              | Hörja, Skåne        |       | 56.196443, 13.594815 | 10106600190001 | Ladda upp en bild av detta fornminne |
| Rövarekullen (Hörja 20:1)  | Röse                        |              | Hörja, Skåne        |       | 56.193801, 13.597111 | 10106600200001 | Ladda upp en bild av detta fornminne |
| Hörja 36:1                 | Stensättning                |              | Hörja, Skåne        |       | 56.176524, 13.576575 | 10106600360001 | Ladda upp en bild av detta fornminne |
| Hörja 39:1                 | Stensättning                |              | Hörja, Skåne        |       | 56.203222, 13.617562 | 10106600390001 | Ladda upp en bild av detta fornminne |
| Hörja 56:1                 | Stensättning                |              | Hörja, Skåne        |       | 56.196640, 13.572246 | 10106600560001 | Ladda upp en bild av detta fornminne |
| Hörja 57:1                 | Stensättning                |              | Hörja, Skåne        |       | 56.197759, 13.579531 | 10106600570001 | Ladda upp en bild av detta fornminne |
| Hörja 58:1                 | Stensättning                |              | Hörja, Skåne        |       | 56.197816, 13.575037 | 10106600580001 | Ladda upp en bild av detta fornminne |
| Hörja 72:1                 | Hög                         |              | Hörja, Skåne        |       | 56.199087, 13.607270 | 10106600720001 | Ladda upp en bild av detta fornminne |
| Hörja 73:1                 | Stensättning                |              | Hörja, Skåne        |       | 56.200359, 13.608678 | 10106600730001 | Ladda upp en bild av detta fornminne |
| Hörja 92:1                 | Kvarn                       |              | Hörja, Skåne        |       | 56.246828, 13.642465 | 10106600920001 | Ladda upp en bild av detta fornminne |
| Hörja 133:1                | Stensättning                |              | Hörja, Skåne        |       | 56.209454, 13.658016 | 10106601330001 | Ladda upp en bild av detta fornminne |
| Hörja 165:1                | Hällristning                |              | Hörja, Skåne        |       | 56.197163, 13.597106 | 10106601650001 | Ladda upp en bild av detta fornminne |
| Hörja 166:1                | Stensättning                |              | Hörja, Skåne        |       | 56.192708, 13.587440 | 10106601660001 | Ladda upp en bild av detta fornminne |
| Hörja 166:2                | Stensättning                |              | Hörja, Skåne        |       | 56.192734, 13.587729 | 10106601660002 | Ladda upp en bild av detta fornminne |
| Hörja 167:1                | Stensättning                |              | Hörja, Skåne        |       | 56.194328, 13.597885 | 10106601670001 | Ladda upp en bild av detta fornminne |

## Ignaberga
| Namn                         | Lämningstyp                 | Tillkomsttid | Historisk indelning | Plats | Läge                 | ID-nr          | Bild                                 |
| ---------------------------- | --------------------------- | ------------ | ------------------- | ----- | -------------------- | -------------- | ------------------------------------ |
| Ignaberga 1:1                | Röse                        |              | Ignaberga, Skåne    |       | 56.126440, 13.780063 | 10106900010001 | Ladda upp en bild av detta fornminne |
| Ignaberga 2:1                | Röse                        |              | Ignaberga, Skåne    |       | 56.128771, 13.784096 | 10106900020001 | Ladda upp en bild av detta fornminne |
| Ignaberga 3:1                | Röse                        |              | Ignaberga, Skåne    |       | 56.129994, 13.785543 | 10106900030001 | Ladda upp en bild av detta fornminne |
| Ignaberga 4:1                | Röse                        |              | Ignaberga, Skåne    |       | 56.130274, 13.787180 | 10106900040001 | Ladda upp en bild av detta fornminne |
| Ignaberga 5:1                | Stensättning                |              | Ignaberga, Skåne    |       | 56.124036, 13.780491 | 10106900050001 | Ladda upp en bild av detta fornminne |
| Delerör (Ignaberga 6:1)      | Röse                        |              | Ignaberga, Skåne    |       | 56.127452, 13.791605 | 10106900060001 | Ladda upp en bild av detta fornminne |
| Ignaberga 7:1                | Röse                        |              | Ignaberga, Skåne    |       | 56.130441, 13.796338 | 10106900070001 | Ladda upp en bild av detta fornminne |
| Ignaberga 9:1                | Röse                        |              | Ignaberga, Skåne    |       | 56.132427, 13.796444 | 10106900090001 | Ladda upp en bild av detta fornminne |
| Ignaberga 9:2                | Stensättning                |              | Ignaberga, Skåne    |       | 56.132464, 13.796823 | 10106900090002 | Ladda upp en bild av detta fornminne |
| Ignaberga 10:1               | Röse                        |              | Ignaberga, Skåne    |       | 56.137771, 13.800705 | 10106900100001 | Ladda upp en bild av detta fornminne |
| Ignaberga 13:1               | Stensättning                |              | Ignaberga, Skåne    |       | 56.113567, 13.805612 | 10106900130001 | Ladda upp en bild av detta fornminne |
| Ignaberga 15:1               | Grav markerad av sten/block |              | Ignaberga, Skåne    |       | 56.128478, 13.823612 | 10106900150001 | Ladda upp en bild av detta fornminne |
| Kiabacken (Ignaberga 17:1)   | Stensättning                |              | Ignaberga, Skåne    |       | 56.119360, 13.832240 | 10106900170001 | Ladda upp en bild av detta fornminne |
| Sale stenar (Ignaberga 18:1) | Stenkrets                   |              | Ignaberga, Skåne    |       | 56.110059, 13.853828 | 10106900180001 | Ladda upp en bild av detta fornminne |
| Sale stenar (Ignaberga 18:2) | Grav markerad av sten/block |              | Ignaberga, Skåne    |       | 56.110179, 13.854067 | 10106900180002 | Ladda upp en bild av detta fornminne |
| Sale stenar (Ignaberga 18:3) | Grav markerad av sten/block |              | Ignaberga, Skåne    |       | 56.110138, 13.854189 | 10106900180003 | Ladda upp en bild av detta fornminne |
| Sale stenar (Ignaberga 18:4) | Stensättning                |              | Ignaberga, Skåne    |       | 56.110071, 13.854357 | 10106900180004 | Ladda upp en bild av detta fornminne |
| Tingshögen (Ignaberga 21:1)  | Hög                         |              | Ignaberga, Skåne    |       | 56.139215, 13.834471 | 10106900210001 | Ladda upp en bild av detta fornminne |
| Ignaberga 23:1               | Röse                        |              | Ignaberga, Skåne    |       | 56.108402, 13.857776 | 10106900230001 | Ladda upp en bild av detta fornminne |
| Ignaberga 36:1               | Hällristning                |              | Ignaberga, Skåne    |       | 56.120356, 13.825171 | 10106900360001 | Ladda upp en bild av detta fornminne |
| Ignaberga 40:1               | Hällristning                |              | Ignaberga, Skåne    |       | 56.102671, 13.823675 | 10106900400001 | Ladda upp en bild av detta fornminne |
| Ignaberga 50:1               | Röse                        |              | Ignaberga, Skåne    |       | 56.119050, 13.803046 | 10106900500001 | Ladda upp en bild av detta fornminne |
| Ignaberga 50:2               | Stensättning                |              | Ignaberga, Skåne    |       | 56.118940, 13.803029 | 10106900500002 | Ladda upp en bild av detta fornminne |
| Ignaberga 52:1               | Hällristning                |              | Ignaberga, Skåne    |       | 56.118371, 13.806965 | 10106900520001 | Ladda upp en bild av detta fornminne |
| Ignaberga 53:1               | Hällristning                |              | Ignaberga, Skåne    |       | 56.125260, 13.806853 | 10106900530001 | Ladda upp en bild av detta fornminne |
| Ignaberga 54:1               | Stensättning                |              | Ignaberga, Skåne    |       | 56.103635, 13.793794 | 10106900540001 | Ladda upp en bild av detta fornminne |
| Ignaberga 56:1               | Hällristning                |              | Ignaberga, Skåne    |       | 56.105448, 13.783598 | 10106900560001 | Ladda upp en bild av detta fornminne |
| Ignaberga 58:1               | Stensättning                |              | Ignaberga, Skåne    |       | 56.109139, 13.792534 | 10106900580001 | Ladda upp en bild av detta fornminne |
| Ignaberga 61:1               | Hällristning                |              | Ignaberga, Skåne    |       | 56.130073, 13.784384 | 10106900610001 | Ladda upp en bild av detta fornminne |
| Ignaberga 64:1               | Stensättning                |              | Ignaberga, Skåne    |       | 56.123005, 13.813439 | 10106900640001 | Ladda upp en bild av detta fornminne |
| Ignaberga 65:1               | Hällristning                |              | Ignaberga, Skåne    |       | 56.121396, 13.781034 | 10106900650001 | Ladda upp en bild av detta fornminne |
| Ignaberga 68:1               | Stensättning                |              | Ignaberga, Skåne    |       | 56.128757, 13.792763 | 10106900680001 | Ladda upp en bild av detta fornminne |
| Ignaberga 71:1               | Stensättning                |              | Ignaberga, Skåne    |       | 56.129716, 13.808803 | 10106900710001 | Ladda upp en bild av detta fornminne |
| Ignaberga 72:1               | Stensättning                |              | Ignaberga, Skåne    |       | 56.129832, 13.810895 | 10106900720001 | Ladda upp en bild av detta fornminne |
| Ignaberga 72:2               | Stensättning                |              | Ignaberga, Skåne    |       | 56.129746, 13.811074 | 10106900720002 | Ladda upp en bild av detta fornminne |
| Ignaberga 87:1               | Hällristning                |              | Ignaberga, Skåne    |       | 56.148233, 13.837898 | 10106900870001 | Ladda upp en bild av detta fornminne |
| Ignaberga 91:1               | Hällristning                |              | Ignaberga, Skåne    |       | 56.138846, 13.830564 | 10106900910001 | Ladda upp en bild av detta fornminne |
| Ignaberga 103:1              | Hög                         |              | Ignaberga, Skåne    |       | 56.122448, 13.814922 | 10106901030001 | Ladda upp en bild av detta fornminne |
| Ignaberga 103:2              | Hög                         |              | Ignaberga, Skåne    |       | 56.122110, 13.815408 | 10106901030002 | Ladda upp en bild av detta fornminne |

## Matteröd
| Namn          | Lämningstyp                 | Tillkomsttid | Historisk indelning | Plats | Läge                 | ID-nr          | Bild                                 |
| ------------- | --------------------------- | ------------ | ------------------- | ----- | -------------------- | -------------- | ------------------------------------ |
| Matteröd 5:1  | Hög                         |              | Matteröd, Skåne     |       | 56.129567, 13.663145 | 10108800050001 | Ladda upp en bild av detta fornminne |
| Matteröd 5:2  | Hög                         |              | Matteröd, Skåne     |       | 56.129338, 13.662699 | 10108800050002 | Ladda upp en bild av detta fornminne |
| Matteröd 6:1  | Hög                         |              | Matteröd, Skåne     |       | 56.117423, 13.678931 | 10108800060001 | Ladda upp en bild av detta fornminne |
| Matteröd 10:1 | Hällristning                |              | Matteröd, Skåne     |       | 56.070386, 13.611342 | 10108800100001 | Ladda upp en bild av detta fornminne |
| Matteröd 65:1 | Kvarn                       |              | Matteröd, Skåne     |       | 56.126183, 13.673381 | 10108800650001 | Ladda upp en bild av detta fornminne |
| Matteröd 66:1 | Stensättning                |              | Matteröd, Skåne     |       | 56.089738, 13.626732 | 10108800660001 | Ladda upp en bild av detta fornminne |
| Matteröd 74:1 | Grav markerad av sten/block |              | Matteröd, Skåne     |       | 56.111356, 13.675771 | 10108800740001 | Ladda upp en bild av detta fornminne |
| Matteröd 74:3 | Grav markerad av sten/block |              | Matteröd, Skåne     |       | 56.111161, 13.676027 | 10108800740003 | Ladda upp en bild av detta fornminne |
| Matteröd 89   | Stensättning                |              | Matteröd, Skåne     |       | 56.104857, 13.531747 | 12000000085303 | Ladda upp en bild av detta fornminne |
| Matteröd 198  | Hällristning                |              | Matteröd, Skåne     |       | 56.126093, 13.580887 | 12000000097527 | Ladda upp en bild av detta fornminne |
| Matteröd 202  | Stensättning                |              | Matteröd, Skåne     |       | 56.125653, 13.581215 | 12000000097534 | Ladda upp en bild av detta fornminne |
| Matteröd 389  | Röse                        |              | Matteröd, Skåne     |       | 56.113397, 13.639100 | 12000000114821 | Ladda upp en bild av detta fornminne |
| Matteröd 397  | Stensättning                |              | Matteröd, Skåne     |       | 56.113793, 13.677557 | 12000000115672 | Ladda upp en bild av detta fornminne |
| Matteröd 398  | Stensättning                |              | Matteröd, Skåne     |       | 56.118985, 13.675935 | 12000000115673 | Ladda upp en bild av detta fornminne |
| Matteröd 400  | Stensättning                |              | Matteröd, Skåne     |       | 56.113843, 13.677730 | 12000000115677 | Ladda upp en bild av detta fornminne |
| Matteröd 401  | Stensättning                |              | Matteröd, Skåne     |       | 56.113138, 13.681742 | 12000000115678 | Ladda upp en bild av detta fornminne |
| Matteröd 410  | Röse                        |              | Matteröd, Skåne     |       | 56.122428, 13.671733 | 12000000115925 | Ladda upp en bild av detta fornminne |
| Matteröd 426  | Röse                        |              | Matteröd, Skåne     |       | 56.137133, 13.653493 | 12000000116707 | Ladda upp en bild av detta fornminne |
| Matteröd 552  | Röse                        |              | Matteröd, Skåne     |       | 56.079712, 13.593872 | 12000000124934 | Ladda upp en bild av detta fornminne |
| Matteröd 691  | Stensättning                |              | Matteröd, Skåne     |       | 56.111555, 13.639467 | 12000000128984 | Ladda upp en bild av detta fornminne |
| Matteröd 737  | Hällristning                |              | Matteröd, Skåne     |       | 56.122247, 13.622867 | 12000000129756 | Ladda upp en bild av detta fornminne |

## Norra Mellby
| Namn                              | Lämningstyp                 | Tillkomsttid | Historisk indelning | Plats | Läge                 | ID-nr          | Bild                                      |
| --------------------------------- | --------------------------- | ------------ | ------------------- | ----- | -------------------- | -------------- | ----------------------------------------- |
| Vätterydshed (Norra Mellby 1:1)   | Gravfält                    |              | Norra Mellby, Skåne |       | 56.016410, 13.667329 | 10109000010001 | Ladda upp en till bild av detta fornminne |
| Norra Mellby 2:1                  | Hög                         |              | Norra Mellby, Skåne |       | 56.072437, 13.742928 | 10109000020001 | Ladda upp en bild av detta fornminne      |
| Ingerör (Norra Mellby 3:1)        | Röse                        |              | Norra Mellby, Skåne |       | 56.070142, 13.759916 | 10109000030001 | Ladda upp en bild av detta fornminne      |
| Norra Mellby 4:1                  | Röse                        |              | Norra Mellby, Skåne |       | 56.070274, 13.766170 | 10109000040001 | Ladda upp en bild av detta fornminne      |
| Norra Mellby 5:1                  | Gravfält                    |              | Norra Mellby, Skåne |       | 56.067364, 13.753897 | 10109000050001 | Ladda upp en bild av detta fornminne      |
| Stenrör (Norra Mellby 6:1)        | Hög                         |              | Norra Mellby, Skåne |       | 56.067143, 13.751081 | 10109000060001 | Ladda upp en bild av detta fornminne      |
| Norra Mellby 7:1                  | Stensättning                |              | Norra Mellby, Skåne |       | 56.068933, 13.741430 | 10109000070001 | Ladda upp en bild av detta fornminne      |
| Norra Mellby 9:1                  | Hög                         |              | Norra Mellby, Skåne |       | 56.055639, 13.724330 | 10109000090001 | Ladda upp en bild av detta fornminne      |
| Norra Mellby 10:1                 | Gravfält                    |              | Norra Mellby, Skåne |       | 56.028766, 13.746626 | 10109000100001 | Ladda upp en bild av detta fornminne      |
| Norra Mellby 14:1                 | Stensättning                |              | Norra Mellby, Skåne |       | 56.033137, 13.762326 | 10109000140001 | Ladda upp en bild av detta fornminne      |
| Norra Mellby 16:1                 | Grav markerad av sten/block |              | Norra Mellby, Skåne |       | 56.022641, 13.757154 | 10109000160001 | Ladda upp en bild av detta fornminne      |
| Norra Mellby 16:2                 | Grav markerad av sten/block |              | Norra Mellby, Skåne |       | 56.022582, 13.757219 | 10109000160002 | Ladda upp en bild av detta fornminne      |
| Norra Mellby 16:3                 | Grav markerad av sten/block |              | Norra Mellby, Skåne |       | 56.022701, 13.757236 | 10109000160003 | Ladda upp en bild av detta fornminne      |
| Norra Mellby 17:1                 | Grav markerad av sten/block |              | Norra Mellby, Skåne |       | 56.022675, 13.756282 | 10109000170001 | Ladda upp en bild av detta fornminne      |
| Norra Mellby 18:1                 | Gravfält                    |              | Norra Mellby, Skåne |       | 56.025455, 13.759732 | 10109000180001 | Ladda upp en bild av detta fornminne      |
| Norra Mellby 19:1                 | Grav markerad av sten/block |              | Norra Mellby, Skåne |       | 56.028862, 13.760670 | 10109000190001 | Ladda upp en bild av detta fornminne      |
| Norra Mellby 19:2                 | Stensättning                |              | Norra Mellby, Skåne |       | 56.028929, 13.760918 | 10109000190002 | Ladda upp en bild av detta fornminne      |
| Norra Mellby 20:1                 | Stensättning                |              | Norra Mellby, Skåne |       | 56.029091, 13.763005 | 10109000200001 | Ladda upp en bild av detta fornminne      |
| Norra Mellby 21:1                 | Röse                        |              | Norra Mellby, Skåne |       | 56.030860, 13.765634 | 10109000210001 | Ladda upp en bild av detta fornminne      |
| Norra Mellby 22:1                 | Grav markerad av sten/block |              | Norra Mellby, Skåne |       | 56.023544, 13.770215 | 10109000220001 | Ladda upp en bild av detta fornminne      |
| Norra Mellby 25:1                 | Stensättning                |              | Norra Mellby, Skåne |       | 56.014199, 13.672140 | 10109000250001 | Ladda upp en bild av detta fornminne      |
| Norra Mellby 26:1                 | Hög                         |              | Norra Mellby, Skåne |       | 56.014195, 13.679391 | 10109000260001 | Ladda upp en bild av detta fornminne      |
| Norra Mellby 26:3                 | Röse                        |              | Norra Mellby, Skåne |       | 56.013869, 13.678755 | 10109000260003 | Ladda upp en bild av detta fornminne      |
| Norra Mellby 27:1                 | Stensättning                |              | Norra Mellby, Skåne |       | 56.022093, 13.679552 | 10109000270001 | Ladda upp en bild av detta fornminne      |
| Norra Mellby 31:1                 | Röse                        |              | Norra Mellby, Skåne |       | 56.018876, 13.713464 | 10109000310001 | Ladda upp en bild av detta fornminne      |
| Norra Mellby 32:1                 | Stensättning                |              | Norra Mellby, Skåne |       | 56.018070, 13.712570 | 10109000320001 | Ladda upp en bild av detta fornminne      |
| Norra Mellby 34:1                 | Röse                        |              | Norra Mellby, Skåne |       | 56.039325, 13.655702 | 10109000340001 | Ladda upp en bild av detta fornminne      |
| Norra Mellby 35:1                 | Gravfält                    |              | Norra Mellby, Skåne |       | 56.035037, 13.649247 | 10109000350001 | Ladda upp en bild av detta fornminne      |
| Norra Mellby 36:1                 | Gravfält                    |              | Norra Mellby, Skåne |       | 56.033000, 13.645630 | 10109000360001 | Ladda upp en bild av detta fornminne      |
| Norra Mellby 39:1                 | Stensättning                |              | Norra Mellby, Skåne |       | 56.045220, 13.624710 | 10109000390001 | Ladda upp en bild av detta fornminne      |
| Norra Mellby 39:2                 | Stensättning                |              | Norra Mellby, Skåne |       | 56.045104, 13.625095 | 10109000390002 | Ladda upp en bild av detta fornminne      |
| Norra Mellby 42:1                 | Stensättning                |              | Norra Mellby, Skåne |       | 56.066831, 13.688265 | 10109000420001 | Ladda upp en bild av detta fornminne      |
| Rand hög (Norra Mellby 43:1)      | Hög                         |              | Norra Mellby, Skåne |       | 56.060071, 13.700838 | 10109000430001 | Ladda upp en bild av detta fornminne      |
| Norra Mellby 45:1                 | Stensättning                |              | Norra Mellby, Skåne |       | 56.057256, 13.709469 | 10109000450001 | Ladda upp en bild av detta fornminne      |
| Norra Mellby 45:2                 | Hällristning                |              | Norra Mellby, Skåne |       | 56.057256, 13.709109 | 10109000450002 | Ladda upp en bild av detta fornminne      |
| Norra Mellby 46:1                 | Hällristning                |              | Norra Mellby, Skåne |       | 56.061022, 13.718146 | 10109000460001 | Ladda upp en bild av detta fornminne      |
| Norra Mellby 46:3                 | Hällristning                |              | Norra Mellby, Skåne |       | 56.060814, 13.717811 | 10109000460003 | Ladda upp en bild av detta fornminne      |
| Norra Mellby 46:4                 | Hällristning                |              | Norra Mellby, Skåne |       | 56.060746, 13.717155 | 10109000460004 | Ladda upp en bild av detta fornminne      |
| Norra Mellby 46:5                 | Hällristning                |              | Norra Mellby, Skåne |       | 56.060729, 13.717016 | 10109000460005 | Ladda upp en bild av detta fornminne      |
| Norra Mellby 46:6                 | Hällristning                |              | Norra Mellby, Skåne |       | 56.060782, 13.716974 | 10109000460006 | Ladda upp en bild av detta fornminne      |
| Norra Mellby 46:7                 | Hällristning                |              | Norra Mellby, Skåne |       | 56.060818, 13.717015 | 10109000460007 | Ladda upp en bild av detta fornminne      |
| Norra Mellby 46:8                 | Hällristning                |              | Norra Mellby, Skåne |       | 56.060835, 13.717062 | 10109000460008 | Ladda upp en bild av detta fornminne      |
| Norra Mellby 47:1                 | Stensättning                |              | Norra Mellby, Skåne |       | 56.060786, 13.715047 | 10109000470001 | Ladda upp en bild av detta fornminne      |
| Norra Mellby 47:2                 | Stensättning                |              | Norra Mellby, Skåne |       | 56.060950, 13.714993 | 10109000470002 | Ladda upp en bild av detta fornminne      |
| Tinghöija (Norra Mellby 48:1)     | Hög                         |              | Norra Mellby, Skåne |       | 56.061428, 13.713852 | 10109000480001 | Ladda upp en bild av detta fornminne      |
| Norra Mellby 49:1                 | Stensättning                |              | Norra Mellby, Skåne |       | 56.062114, 13.711882 | 10109000490001 | Ladda upp en bild av detta fornminne      |
| Norra Mellby 49:2                 | Hällristning                |              | Norra Mellby, Skåne |       | 56.062184, 13.712034 | 10109000490002 | Ladda upp en bild av detta fornminne      |
| Norra Mellby 51:1                 | Stensättning                |              | Norra Mellby, Skåne |       | 56.039892, 13.714852 | 10109000510001 | Ladda upp en bild av detta fornminne      |
| Norra Mellby 52:1                 | Röse                        |              | Norra Mellby, Skåne |       | 56.068795, 13.722896 | 10109000520001 | Ladda upp en bild av detta fornminne      |
| Norra Mellby 52:2                 | Röse                        |              | Norra Mellby, Skåne |       | 56.068488, 13.722728 | 10109000520002 | Ladda upp en bild av detta fornminne      |
| Norra Mellby 53:1                 | Stensättning                |              | Norra Mellby, Skåne |       | 56.067965, 13.721906 | 10109000530001 | Ladda upp en bild av detta fornminne      |
| Norra Mellby 54:1                 | Stensättning                |              | Norra Mellby, Skåne |       | 56.072541, 13.727468 | 10109000540001 | Ladda upp en bild av detta fornminne      |
| Norra Mellby 54:2                 | Stensättning                |              | Norra Mellby, Skåne |       | 56.073031, 13.727454 | 10109000540002 | Ladda upp en bild av detta fornminne      |
| Norra Mellby 55:1                 | Röse                        |              | Norra Mellby, Skåne |       | 56.073346, 13.718038 | 10109000550001 | Ladda upp en bild av detta fornminne      |
| Drakarör (Norra Mellby 56:1)      | Röse                        |              | Norra Mellby, Skåne |       | 56.069115, 13.724074 | 10109000560001 | Ladda upp en bild av detta fornminne      |
| Drakarör (Norra Mellby 56:2)      | Hällristning                |              | Norra Mellby, Skåne |       | 56.069187, 13.724065 | 10109000560002 | Ladda upp en bild av detta fornminne      |
| Norra Mellby 70:1                 | Röse                        |              | Norra Mellby, Skåne |       | 56.019313, 13.734639 | 10109000700001 | Ladda upp en bild av detta fornminne      |
| Norra Mellby 71:1                 | Stensättning                |              | Norra Mellby, Skåne |       | 56.022154, 13.739601 | 10109000710001 | Ladda upp en bild av detta fornminne      |
| Norra Mellby 75:1                 | Stensättning                |              | Norra Mellby, Skåne |       | 56.034645, 13.719948 | 10109000750001 | Ladda upp en bild av detta fornminne      |
| Norra Mellby 82:1                 | Hällristning                |              | Norra Mellby, Skåne |       | 56.022706, 13.713128 | 10109000820001 | Ladda upp en bild av detta fornminne      |
| Norra Mellby 84:1                 | Hällristning                |              | Norra Mellby, Skåne |       | 56.028797, 13.714861 | 10109000840001 | Ladda upp en bild av detta fornminne      |
| Norra Mellby 87:1                 | Hällristning                |              | Norra Mellby, Skåne |       | 56.034181, 13.720805 | 10109000870001 | Ladda upp en bild av detta fornminne      |
| Långasikt (Norra Mellby 88:1)     | Stensättning                |              | Norra Mellby, Skåne |       | 56.035364, 13.719960 | 10109000880001 | Ladda upp en bild av detta fornminne      |
| Norra Mellby 89:1                 | Hällristning                |              | Norra Mellby, Skåne |       | 56.038171, 13.721078 | 10109000890001 | Ladda upp en bild av detta fornminne      |
| Norra Mellby 90:1                 | Stensättning                |              | Norra Mellby, Skåne |       | 56.038006, 13.730967 | 10109000900001 | Ladda upp en bild av detta fornminne      |
| Norra Mellby 94:1                 | Stensättning                |              | Norra Mellby, Skåne |       | 56.043897, 13.717715 | 10109000940001 | Ladda upp en bild av detta fornminne      |
| Norra Mellby 101:1                | Hällristning                |              | Norra Mellby, Skåne |       | 56.038572, 13.707073 | 10109001010001 | Ladda upp en bild av detta fornminne      |
| Norra Mellby 103:1                | Hällristning                |              | Norra Mellby, Skåne |       | 56.065296, 13.752777 | 10109001030001 | Ladda upp en bild av detta fornminne      |
| Norra Mellby 106:1                | Hällristning                |              | Norra Mellby, Skåne |       | 56.070026, 13.755430 | 10109001060001 | Ladda upp en bild av detta fornminne      |
| Norra Mellby 107:1                | Hällristning                |              | Norra Mellby, Skåne |       | 56.069380, 13.754643 | 10109001070001 | Ladda upp en bild av detta fornminne      |
| Norra Mellby 109:1                | Hällristning                |              | Norra Mellby, Skåne |       | 56.071004, 13.754691 | 10109001090001 | Ladda upp en bild av detta fornminne      |
| Norra Mellby 111:1                | Röse                        |              | Norra Mellby, Skåne |       | 56.075511, 13.758764 | 10109001110001 | Ladda upp en bild av detta fornminne      |
| Norra Mellby 121:1                | Gravfält                    |              | Norra Mellby, Skåne |       | 56.076525, 13.783794 | 10109001210001 | Ladda upp en bild av detta fornminne      |
| Norra Mellby 123:1                | Stensättning                |              | Norra Mellby, Skåne |       | 56.076938, 13.758484 | 10109001230001 | Ladda upp en bild av detta fornminne      |
| Norra Mellby 127:1                | Stensättning                |              | Norra Mellby, Skåne |       | 56.080551, 13.753829 | 10109001270001 | Ladda upp en bild av detta fornminne      |
| Norra Mellby 129:1                | Hällristning                |              | Norra Mellby, Skåne |       | 56.082955, 13.756949 | 10109001290001 | Ladda upp en bild av detta fornminne      |
| Norra Mellby 130:1                | Hällristning                |              | Norra Mellby, Skåne |       | 56.082353, 13.761640 | 10109001300001 | Ladda upp en bild av detta fornminne      |
| Norra Mellby 130:2                | Hällristning                |              | Norra Mellby, Skåne |       | 56.082105, 13.761228 | 10109001300002 | Ladda upp en bild av detta fornminne      |
| Norra Mellby 134:1                | Hällristning                |              | Norra Mellby, Skåne |       | 56.038287, 13.723377 | 10109001340001 | Ladda upp en bild av detta fornminne      |
| Norra Mellby 142:1                | Hällristning                |              | Norra Mellby, Skåne |       | 56.080677, 13.751711 | 10109001420001 | Ladda upp en bild av detta fornminne      |
| Norra Mellby 143:1                | Hällristning                |              | Norra Mellby, Skåne |       | 56.080185, 13.752100 | 10109001430001 | Ladda upp en bild av detta fornminne      |
| Norra Mellby 148:1                | Stensättning                |              | Norra Mellby, Skåne |       | 56.077170, 13.733908 | 10109001480001 | Ladda upp en bild av detta fornminne      |
| Norra Mellby 148:2                | Stensättning                |              | Norra Mellby, Skåne |       | 56.077342, 13.734074 | 10109001480002 | Ladda upp en bild av detta fornminne      |
| Norra Mellby 160:1                | Hällristning                |              | Norra Mellby, Skåne |       | 56.063998, 13.722576 | 10109001600001 | Ladda upp en bild av detta fornminne      |
| Norra Mellby 161:1                | Hällristning                |              | Norra Mellby, Skåne |       | 56.062987, 13.721963 | 10109001610001 | Ladda upp en bild av detta fornminne      |
| Norra Mellby 161:2                | Hällristning                |              | Norra Mellby, Skåne |       | 56.062823, 13.722204 | 10109001610002 | Ladda upp en bild av detta fornminne      |
| Norra Mellby 169:1                | Stensättning                |              | Norra Mellby, Skåne |       | 56.061741, 13.727538 | 10109001690001 | Ladda upp en bild av detta fornminne      |
| Norra Mellby 173:1                | Grav markerad av sten/block |              | Norra Mellby, Skåne |       | 56.027391, 13.746725 | 10109001730001 | Ladda upp en bild av detta fornminne      |
| Norra Mellby 173:2                | Grav markerad av sten/block |              | Norra Mellby, Skåne |       | 56.027497, 13.746705 | 10109001730002 | Ladda upp en bild av detta fornminne      |
| Norra Mellby 173:3                | Grav markerad av sten/block |              | Norra Mellby, Skåne |       | 56.027599, 13.746858 | 10109001730003 | Ladda upp en bild av detta fornminne      |
| Norra Mellby 174:1                | Stensättning                |              | Norra Mellby, Skåne |       | 56.045867, 13.711629 | 10109001740001 | Ladda upp en bild av detta fornminne      |
| Norra Mellby 178:1                | Röse                        |              | Norra Mellby, Skåne |       | 56.054909, 13.714131 | 10109001780001 | Ladda upp en bild av detta fornminne      |
| Norra Mellby 178:2                | Hällristning                |              | Norra Mellby, Skåne |       | 56.054906, 13.713685 | 10109001780002 | Ladda upp en bild av detta fornminne      |
| Norra Mellby 179:1                | Hällristning                |              | Norra Mellby, Skåne |       | 56.050836, 13.712022 | 10109001790001 | Ladda upp en bild av detta fornminne      |
| Norra Mellby 179:2                | Hällristning                |              | Norra Mellby, Skåne |       | 56.051174, 13.712569 | 10109001790002 | Ladda upp en bild av detta fornminne      |
| Norra Mellby 180:1                | Stensättning                |              | Norra Mellby, Skåne |       | 56.056685, 13.709811 | 10109001800001 | Ladda upp en bild av detta fornminne      |
| Norra Mellby 181:1                | Stensättning                |              | Norra Mellby, Skåne |       | 56.055674, 13.709004 | 10109001810001 | Ladda upp en bild av detta fornminne      |
| Norra Mellby 182:2                | Stensättning                |              | Norra Mellby, Skåne |       | 56.055100, 13.707987 | 10109001820002 | Ladda upp en bild av detta fornminne      |
| Norra Mellby 185:1                | Stensättning                |              | Norra Mellby, Skåne |       | 56.057606, 13.707107 | 10109001850001 | Ladda upp en bild av detta fornminne      |
| Norra Mellby 185:2                | Stensättning                |              | Norra Mellby, Skåne |       | 56.057632, 13.706404 | 10109001850002 | Ladda upp en bild av detta fornminne      |
| Norra Mellby 186:1                | Stensättning                |              | Norra Mellby, Skåne |       | 56.057579, 13.705059 | 10109001860001 | Ladda upp en bild av detta fornminne      |
| Norra Mellby 186:2                | Hällristning                |              | Norra Mellby, Skåne |       | 56.057352, 13.705394 | 10109001860002 | Ladda upp en bild av detta fornminne      |
| Norra Mellby 186:3                | Stensättning                |              | Norra Mellby, Skåne |       | 56.057432, 13.705150 | 10109001860003 | Ladda upp en bild av detta fornminne      |
| Norra Mellby 186:4                | Stensättning                |              | Norra Mellby, Skåne |       | 56.057377, 13.704952 | 10109001860004 | Ladda upp en bild av detta fornminne      |
| Norra Mellby 192:1                | Hällristning                |              | Norra Mellby, Skåne |       | 56.068695, 13.709697 | 10109001920001 | Ladda upp en bild av detta fornminne      |
| Norra Mellby 195:1                | Hällristning                |              | Norra Mellby, Skåne |       | 56.060453, 13.702097 | 10109001950001 | Ladda upp en bild av detta fornminne      |
| Norra Mellby 196:1                | Stensättning                |              | Norra Mellby, Skåne |       | 56.054562, 13.707311 | 10109001960001 | Ladda upp en bild av detta fornminne      |
| Norra Mellby 196:2                | Stensättning                |              | Norra Mellby, Skåne |       | 56.054533, 13.707014 | 10109001960002 | Ladda upp en bild av detta fornminne      |
| Norra Mellby 199:1                | Hällristning                |              | Norra Mellby, Skåne |       | 56.054733, 13.698980 | 10109001990001 | Ladda upp en bild av detta fornminne      |
| Ödelyckesten (Norra Mellby 200:1) | Hällristning                |              | Norra Mellby, Skåne |       | 56.052156, 13.693008 | 10109002000001 | Ladda upp en bild av detta fornminne      |
| Norra Mellby 204:1                | Stensättning                |              | Norra Mellby, Skåne |       | 56.051537, 13.698371 | 10109002040001 | Ladda upp en bild av detta fornminne      |
| Norra Mellby 204:2                | Stensättning                |              | Norra Mellby, Skåne |       | 56.050936, 13.698375 | 10109002040002 | Ladda upp en bild av detta fornminne      |
| Norra Mellby 205:1                | Stensättning                |              | Norra Mellby, Skåne |       | 56.050058, 13.698146 | 10109002050001 | Ladda upp en bild av detta fornminne      |
| Norra Mellby 207:1                | Hällristning                |              | Norra Mellby, Skåne |       | 56.048594, 13.696150 | 10109002070001 | Ladda upp en bild av detta fornminne      |
| Norra Mellby 210:1                | Hällristning                |              | Norra Mellby, Skåne |       | 56.065110, 13.713969 | 10109002100001 | Ladda upp en bild av detta fornminne      |
| Norra Mellby 211:1                | Hällristning                |              | Norra Mellby, Skåne |       | 56.064351, 13.714264 | 10109002110001 | Ladda upp en bild av detta fornminne      |
| Norra Mellby 218:1                | Stensättning                |              | Norra Mellby, Skåne |       | 56.057534, 13.680432 | 10109002180001 | Ladda upp en bild av detta fornminne      |
| Norra Mellby 218:2                | Stensättning                |              | Norra Mellby, Skåne |       | 56.057419, 13.680662 | 10109002180002 | Ladda upp en bild av detta fornminne      |
| Norra Mellby 219:1                | Hällristning                |              | Norra Mellby, Skåne |       | 56.054995, 13.668070 | 10109002190001 | Ladda upp en bild av detta fornminne      |
| Norra Mellby 220:1                | Hällristning                |              | Norra Mellby, Skåne |       | 56.054322, 13.667784 | 10109002200001 | Ladda upp en bild av detta fornminne      |
| Norra Mellby 220:2                | Hällristning                |              | Norra Mellby, Skåne |       | 56.054369, 13.667717 | 10109002200002 | Ladda upp en bild av detta fornminne      |
| Norra Mellby 224:1                | Hällristning                |              | Norra Mellby, Skåne |       | 56.049367, 13.671010 | 10109002240001 | Ladda upp en bild av detta fornminne      |
| Norra Mellby 229:1                | Hällristning                |              | Norra Mellby, Skåne |       | 56.043318, 13.689633 | 10109002290001 | Ladda upp en bild av detta fornminne      |
| Norra Mellby 231:1                | Hällristning                |              | Norra Mellby, Skåne |       | 56.047295, 13.700887 | 10109002310001 | Ladda upp en bild av detta fornminne      |
| Norra Mellby 231:2                | Hällristning                |              | Norra Mellby, Skåne |       | 56.047295, 13.700887 | 10109002310002 | Ladda upp en bild av detta fornminne      |
| Norra Mellby 231:3                | Hällristning                |              | Norra Mellby, Skåne |       | 56.047295, 13.700887 | 10109002310003 | Ladda upp en bild av detta fornminne      |
| Norra Mellby 231:4                | Hällristning                |              | Norra Mellby, Skåne |       | 56.047295, 13.700887 | 10109002310004 | Ladda upp en bild av detta fornminne      |
| Norra Mellby 235:1                | Stensättning                |              | Norra Mellby, Skåne |       | 56.048047, 13.649955 | 10109002350001 | Ladda upp en bild av detta fornminne      |
| Norra Mellby 236:1                | Stensättning                |              | Norra Mellby, Skåne |       | 56.047848, 13.651859 | 10109002360001 | Ladda upp en bild av detta fornminne      |
| Norra Mellby 241:1                | Stensättning                |              | Norra Mellby, Skåne |       | 56.048552, 13.646469 | 10109002410001 | Ladda upp en bild av detta fornminne      |
| Norra Mellby 242:1                | Stensättning                |              | Norra Mellby, Skåne |       | 56.049607, 13.646651 | 10109002420001 | Ladda upp en bild av detta fornminne      |
| Norra Mellby 242:2                | Röse                        |              | Norra Mellby, Skåne |       | 56.049351, 13.647269 | 10109002420002 | Ladda upp en bild av detta fornminne      |
| Norra Mellby 246:1                | Stensättning                |              | Norra Mellby, Skåne |       | 56.047190, 13.639402 | 10109002460001 | Ladda upp en bild av detta fornminne      |
| Norra Mellby 252:1                | Hällristning                |              | Norra Mellby, Skåne |       | 56.041808, 13.665045 | 10109002520001 | Ladda upp en bild av detta fornminne      |
| Norra Mellby 257:1                | Stensättning                |              | Norra Mellby, Skåne |       | 56.031631, 13.671700 | 10109002570001 | Ladda upp en bild av detta fornminne      |
| Norra Mellby 259:1                | Stensättning                |              | Norra Mellby, Skåne |       | 56.024213, 13.667721 | 10109002590001 | Ladda upp en bild av detta fornminne      |
| Klackabacken (Norra Mellby 268:1) | Hög                         |              | Norra Mellby, Skåne |       | 56.016931, 13.662903 | 10109002680001 | Ladda upp en bild av detta fornminne      |
| Norra Mellby 291:1                | Hällristning                |              | Norra Mellby, Skåne |       | 56.074044, 13.728629 | 10109002910001 | Ladda upp en bild av detta fornminne      |
| Norra Mellby 293:1                | Stensättning                |              | Norra Mellby, Skåne |       | 56.055845, 13.703397 | 10109002930001 | Ladda upp en bild av detta fornminne      |
| Norra Mellby 293:2                | Stensättning                |              | Norra Mellby, Skåne |       | 56.055545, 13.703632 | 10109002930002 | Ladda upp en bild av detta fornminne      |
| Norra Mellby 293:3                | Stensättning                |              | Norra Mellby, Skåne |       | 56.055515, 13.703342 | 10109002930003 | Ladda upp en bild av detta fornminne      |
| Norra Mellby 294:1                | Stensättning                |              | Norra Mellby, Skåne |       | 56.047065, 13.655980 | 10109002940001 | Ladda upp en bild av detta fornminne      |
| Norra Mellby 296:1                | Hällristning                |              | Norra Mellby, Skåne |       | 56.051632, 13.715718 | 10109002960001 | Ladda upp en bild av detta fornminne      |
| Norra Mellby 337:1                | Gravfält                    |              | Norra Mellby, Skåne |       | 56.027525, 13.764094 | 10109003370001 | Ladda upp en bild av detta fornminne      |
| Norra Mellby 347                  | Stensättning                |              | Norra Mellby, Skåne |       | 56.057020, 13.597525 | 12000000136224 | Ladda upp en bild av detta fornminne      |

## Norra Sandby
| Namn              | Lämningstyp      | Tillkomsttid | Historisk indelning | Plats | Läge                 | ID-nr          | Bild                                 |
| ----------------- | ---------------- | ------------ | ------------------- | ----- | -------------------- | -------------- | ------------------------------------ |
| Norra Sandby 2:1  | Stensättning     |              | Norra Sandby, Skåne |       | 56.190693, 13.889554 | 10109100020001 | Ladda upp en bild av detta fornminne |
| Norra Sandby 2:2  | Stensättning     |              | Norra Sandby, Skåne |       | 56.190722, 13.890378 | 10109100020002 | Ladda upp en bild av detta fornminne |
| Norra Sandby 2:3  | Stensättning     |              | Norra Sandby, Skåne |       | 56.191035, 13.890366 | 10109100020003 | Ladda upp en bild av detta fornminne |
| Norra Sandby 3:1  | Stensättning     |              | Norra Sandby, Skåne |       | 56.192365, 13.889301 | 10109100030001 | Ladda upp en bild av detta fornminne |
| Norra Sandby 3:2  | Hög              |              | Norra Sandby, Skåne |       | 56.192088, 13.889129 | 10109100030002 | Ladda upp en bild av detta fornminne |
| Norra Sandby 3:3  | Hög              |              | Norra Sandby, Skåne |       | 56.191818, 13.889048 | 10109100030003 | Ladda upp en bild av detta fornminne |
| Norra Sandby 7:1  | Stensättning     |              | Norra Sandby, Skåne |       | 56.196788, 13.892341 | 10109100070001 | Ladda upp en bild av detta fornminne |
| Norra Sandby 8:1  | Begravningsplats |              | Norra Sandby, Skåne |       | 56.199619, 13.921298 | 10109100080001 | Ladda upp en bild av detta fornminne |
| Norra Sandby 10:1 | Stensättning     |              | Norra Sandby, Skåne |       | 56.201149, 13.894981 | 10109100100001 | Ladda upp en bild av detta fornminne |
| Norra Sandby 10:2 | Stensättning     |              | Norra Sandby, Skåne |       | 56.201272, 13.894815 | 10109100100002 | Ladda upp en bild av detta fornminne |
| Norra Sandby 10:3 | Stensättning     |              | Norra Sandby, Skåne |       | 56.201362, 13.894680 | 10109100100003 | Ladda upp en bild av detta fornminne |
| Norra Sandby 13:1 | Stensättning     |              | Norra Sandby, Skåne |       | 56.197587, 13.880179 | 10109100130001 | Ladda upp en bild av detta fornminne |
| Norra Sandby 14:1 | Röse             |              | Norra Sandby, Skåne |       | 56.196897, 13.881278 | 10109100140001 | Ladda upp en bild av detta fornminne |
| Norra Sandby 15:1 | Stensättning     |              | Norra Sandby, Skåne |       | 56.207183, 13.918848 | 10109100150001 | Ladda upp en bild av detta fornminne |
| Norra Sandby 16:1 | Stensättning     |              | Norra Sandby, Skåne |       | 56.206379, 13.916888 | 10109100160001 | Ladda upp en bild av detta fornminne |
| Norra Sandby 17:1 | Stensättning     |              | Norra Sandby, Skåne |       | 56.204391, 13.920557 | 10109100170001 | Ladda upp en bild av detta fornminne |
| Norra Sandby 18:1 | Hällristning     |              | Norra Sandby, Skåne |       | 56.202698, 13.913028 | 10109100180001 | Ladda upp en bild av detta fornminne |
| Norra Sandby 19:1 | Stensättning     |              | Norra Sandby, Skåne |       | 56.191925, 13.905461 | 10109100190001 | Ladda upp en bild av detta fornminne |
| Norra Sandby 21:1 | Stensättning     |              | Norra Sandby, Skåne |       | 56.218139, 13.912219 | 10109100210001 | Ladda upp en bild av detta fornminne |
| Norra Sandby 21:2 | Stenkrets        |              | Norra Sandby, Skåne |       | 56.218013, 13.912304 | 10109100210002 | Ladda upp en bild av detta fornminne |
| Norra Sandby 40:1 | Hällristning     |              | Norra Sandby, Skåne |       | 56.205338, 13.921738 | 10109100400001 | Ladda upp en bild av detta fornminne |
| Norra Sandby 40:2 | Hällristning     |              | Norra Sandby, Skåne |       | 56.205391, 13.922389 | 10109100400002 | Ladda upp en bild av detta fornminne |
| Norra Sandby 40:3 | Hällristning     |              | Norra Sandby, Skåne |       | 56.205708, 13.922642 | 10109100400003 | Ladda upp en bild av detta fornminne |
| Norra Sandby 56:1 | Stensättning     |              | Norra Sandby, Skåne |       | 56.204939, 13.918376 | 10109100560001 | Ladda upp en bild av detta fornminne |
| Norra Sandby 57:1 | Hällristning     |              | Norra Sandby, Skåne |       | 56.206544, 13.917866 | 10109100570001 | Ladda upp en bild av detta fornminne |
| Norra Sandby 58:1 | Hällristning     |              | Norra Sandby, Skåne |       | 56.206856, 13.916181 | 10109100580001 | Ladda upp en bild av detta fornminne |
| Norra Sandby 58:2 | Hällristning     |              | Norra Sandby, Skåne |       | 56.206770, 13.916283 | 10109100580002 | Ladda upp en bild av detta fornminne |
| Norra Sandby 61:1 | Stensättning     |              | Norra Sandby, Skåne |       | 56.191977, 13.891449 | 10109100610001 | Ladda upp en bild av detta fornminne |
| Norra Sandby 63:1 | Stensättning     |              | Norra Sandby, Skåne |       | 56.213253, 13.906839 | 10109100630001 | Ladda upp en bild av detta fornminne |
| Norra Sandby 72:1 | Kvarn            |              | Norra Sandby, Skåne |       | 56.215595, 13.904943 | 10109100720001 | Ladda upp en bild av detta fornminne |
| Norra Sandby 74:1 | Begravningsplats |              | Norra Sandby, Skåne |       | 56.199759, 13.906856 | 10109100740001 | Ladda upp en bild av detta fornminne |
| Norra Sandby 75:1 | Begravningsplats |              | Norra Sandby, Skåne |       | 56.195344, 13.946450 | 10109100750001 | Ladda upp en bild av detta fornminne |
| Norra Sandby 77:1 | Hällristning     |              | Norra Sandby, Skåne |       | 56.205241, 13.918637 | 10109100770001 | Ladda upp en bild av detta fornminne |
| Norra Sandby 77:2 | Hällristning     |              | Norra Sandby, Skåne |       | 56.205260, 13.917866 | 10109100770002 | Ladda upp en bild av detta fornminne |
| Norra Sandby 78:1 | Hällristning     |              | Norra Sandby, Skåne |       | 56.205904, 13.918343 | 10109100780001 | Ladda upp en bild av detta fornminne |
| Norra Sandby 79:1 | Hällristning     |              | Norra Sandby, Skåne |       | 56.198512, 13.929292 | 10109100790001 | Ladda upp en bild av detta fornminne |
| Norra Sandby 80:1 | Hällristning     |              | Norra Sandby, Skåne |       | 56.202082, 13.907465 | 10109100800001 | Ladda upp en bild av detta fornminne |
| Norra Sandby 81:1 | Hällristning     |              | Norra Sandby, Skåne |       | 56.204275, 13.913606 | 10109100810001 | Ladda upp en bild av detta fornminne |

## Norra Åkarp
| Namn             | Lämningstyp                 | Tillkomsttid | Historisk indelning | Plats | Läge                 | ID-nr          | Bild                                 |
| ---------------- | --------------------------- | ------------ | ------------------- | ----- | -------------------- | -------------- | ------------------------------------ |
| Norra Åkarp 2:1  | Gravfält                    |              | Norra Åkarp, Skåne  |       | 56.272932, 13.666423 | 10109300020001 | Ladda upp en bild av detta fornminne |
| Norra Åkarp 15:1 | Hällristning                |              | Norra Åkarp, Skåne  |       | 56.288247, 13.721210 | 10109300150001 | Ladda upp en bild av detta fornminne |
| Norra Åkarp 27:1 | Grav markerad av sten/block |              | Norra Åkarp, Skåne  |       | 56.321288, 13.746456 | 10109300270001 | Ladda upp en bild av detta fornminne |
| Norra Åkarp 46:1 | Grav markerad av sten/block |              | Norra Åkarp, Skåne  |       | 56.300119, 13.676013 | 10109300460001 | Ladda upp en bild av detta fornminne |

## Nävlinge
| Namn          | Lämningstyp      | Tillkomsttid | Historisk indelning | Plats | Läge                 | ID-nr          | Bild                                 |
| ------------- | ---------------- | ------------ | ------------------- | ----- | -------------------- | -------------- | ------------------------------------ |
| Nävlinge 5:1  | Stensättning     |              | Nävlinge, Skåne     |       | 56.052053, 13.823205 | 10109800050001 | Ladda upp en bild av detta fornminne |
| Nävlinge 5:2  | Stensättning     |              | Nävlinge, Skåne     |       | 56.052182, 13.823113 | 10109800050002 | Ladda upp en bild av detta fornminne |
| Nävlinge 5:3  | Stensättning     |              | Nävlinge, Skåne     |       | 56.052035, 13.822848 | 10109800050003 | Ladda upp en bild av detta fornminne |
| Nävlinge 20:1 | Stensättning     |              | Nävlinge, Skåne     |       | 56.051239, 13.824360 | 10109800200001 | Ladda upp en bild av detta fornminne |
| Nävlinge 21:1 | Stensättning     |              | Nävlinge, Skåne     |       | 56.049136, 13.818740 | 10109800210001 | Ladda upp en bild av detta fornminne |
| Nävlinge 24:1 | Stensättning     |              | Nävlinge, Skåne     |       | 56.071142, 13.848061 | 10109800240001 | Ladda upp en bild av detta fornminne |
| Nävlinge 26:1 | Kvarn            |              | Nävlinge, Skåne     |       | 56.064960, 13.845413 | 10109800260001 | Ladda upp en bild av detta fornminne |
| Nävlinge 32:1 | Begravningsplats |              | Nävlinge, Skåne     |       | 56.048168, 13.827106 | 10109800320001 | Ladda upp en bild av detta fornminne |
| Nävlinge 40:1 | Röse             |              | Nävlinge, Skåne     |       | 56.075109, 13.832847 | 10109800400001 | Ladda upp en bild av detta fornminne |

## Röke
| Namn                   | Lämningstyp  | Tillkomsttid | Historisk indelning | Plats | Läge                 | ID-nr          | Bild                                      |
| ---------------------- | ------------ | ------------ | ------------------- | ----- | -------------------- | -------------- | ----------------------------------------- |
| Pyssestenen (Röke 2:1) | Hällristning |              | Röke, Skåne         |       | 56.239146, 13.543167 | 10111000020001 | Ladda upp en till bild av detta fornminne |

## Stoby
| Namn                            | Lämningstyp                 | Tillkomsttid | Historisk indelning | Plats | Läge                 | ID-nr          | Bild                                 |
| ------------------------------- | --------------------------- | ------------ | ------------------- | ----- | -------------------- | -------------- | ------------------------------------ |
| Stoby 3:1                       | Gravfält                    |              | Stoby, Skåne        |       | 56.215182, 13.872111 | 10112100030001 | Ladda upp en bild av detta fornminne |
| Stoby 5:1                       | Röse                        |              | Stoby, Skåne        |       | 56.191742, 13.859050 | 10112100050001 | Ladda upp en bild av detta fornminne |
| Stoby 6:1                       | Hällristning                |              | Stoby, Skåne        |       | 56.196015, 13.838111 | 10112100060001 | Ladda upp en bild av detta fornminne |
| Stoby 7:1                       | Gravfält                    |              | Stoby, Skåne        |       | 56.199530, 13.846836 | 10112100070001 | Ladda upp en bild av detta fornminne |
| Stoby 9:1                       | Röse                        |              | Stoby, Skåne        |       | 56.189400, 13.844947 | 10112100090001 | Ladda upp en bild av detta fornminne |
| Stoby 9:2                       | Stensättning                |              | Stoby, Skåne        |       | 56.189357, 13.844747 | 10112100090002 | Ladda upp en bild av detta fornminne |
| Stoby 10:1                      | Grav markerad av sten/block |              | Stoby, Skåne        |       | 56.182884, 13.851835 | 10112100100001 | Ladda upp en bild av detta fornminne |
| Stoby 15:1                      | Röse                        |              | Stoby, Skåne        |       | 56.219761, 13.858080 | 10112100150001 | Ladda upp en bild av detta fornminne |
| Stoby 20:1                      | Röse                        |              | Stoby, Skåne        |       | 56.233786, 13.851749 | 10112100200001 | Ladda upp en bild av detta fornminne |
| Stoby 23:1                      | Gravfält                    |              | Stoby, Skåne        |       | 56.199871, 13.843470 | 10112100230001 | Ladda upp en bild av detta fornminne |
| Högarör (Stoby 28:1)            | Gravfält                    |              | Stoby, Skåne        |       | 56.220399, 13.830351 | 10112100280001 | Ladda upp en bild av detta fornminne |
| Stoby 30:1                      | Hällristning                |              | Stoby, Skåne        |       | 56.245214, 13.825833 | 10112100300001 | Ladda upp en bild av detta fornminne |
| Stoby 36:1                      | Gravfält                    |              | Stoby, Skåne        |       | 56.176802, 13.833795 | 10112100360001 | Ladda upp en bild av detta fornminne |
| Stoby 42:1                      | Minnesmärke                 |              | Stoby, Skåne        |       | 56.168600, 13.829928 | 10112100420001 | Ladda upp en bild av detta fornminne |
| Stoby 49:1                      | Minnesmärke                 |              | Stoby, Skåne        |       | 56.146726, 13.807522 | 10112100490001 | Ladda upp en bild av detta fornminne |
| Gastarör, Gardarör (Stoby 50:1) | Stensättning                |              | Stoby, Skåne        |       | 56.139255, 13.805955 | 10112100500001 | Ladda upp en bild av detta fornminne |
| Gastarör, Gardarör (Stoby 50:2) | Stenkrets                   |              | Stoby, Skåne        |       | 56.139380, 13.806226 | 10112100500002 | Ladda upp en bild av detta fornminne |
| Gastarör, Gardarör (Stoby 50:3) | Stenkrets                   |              | Stoby, Skåne        |       | 56.139435, 13.806455 | 10112100500003 | Ladda upp en bild av detta fornminne |
| Gastarör, Gardarör (Stoby 50:4) | Grav markerad av sten/block |              | Stoby, Skåne        |       | 56.139270, 13.806293 | 10112100500004 | Ladda upp en bild av detta fornminne |
| Stoby 51:1                      | Minnesmärke                 |              | Stoby, Skåne        |       | 56.139305, 13.804312 | 10112100510001 | Ladda upp en bild av detta fornminne |
| Stoby 57:1                      | Stensättning                |              | Stoby, Skåne        |       | 56.210064, 13.878257 | 10112100570001 | Ladda upp en bild av detta fornminne |
| Stoby 58:1                      | Hällristning                |              | Stoby, Skåne        |       | 56.224299, 13.857909 | 10112100580001 | Ladda upp en bild av detta fornminne |
| Stoby 59:1                      | Hällristning                |              | Stoby, Skåne        |       | 56.218300, 13.855670 | 10112100590001 | Ladda upp en bild av detta fornminne |
| Stoby 59:2                      | Hällristning                |              | Stoby, Skåne        |       | 56.218397, 13.855816 | 10112100590002 | Ladda upp en bild av detta fornminne |
| Stoby 60:1                      | Hällristning                |              | Stoby, Skåne        |       | 56.216330, 13.872311 | 10112100600001 | Ladda upp en bild av detta fornminne |
| Stoby 61:1                      | Grav markerad av sten/block |              | Stoby, Skåne        |       | 56.215744, 13.871119 | 10112100610001 | Ladda upp en bild av detta fornminne |
| Stoby 61:2                      | Grav markerad av sten/block |              | Stoby, Skåne        |       | 56.215772, 13.871247 | 10112100610002 | Ladda upp en bild av detta fornminne |
| Stoby 62:1                      | Hällristning                |              | Stoby, Skåne        |       | 56.219343, 13.875241 | 10112100620001 | Ladda upp en bild av detta fornminne |
| Stoby 62:2                      | Hällristning                |              | Stoby, Skåne        |       | 56.219387, 13.875555 | 10112100620002 | Ladda upp en bild av detta fornminne |
| Stoby 62:3                      | Hällristning                |              | Stoby, Skåne        |       | 56.219375, 13.875122 | 10112100620003 | Ladda upp en bild av detta fornminne |
| Stoby 62:4                      | Hällristning                |              | Stoby, Skåne        |       | 56.219436, 13.875086 | 10112100620004 | Ladda upp en bild av detta fornminne |
| Stoby 63:1                      | Hällristning                |              | Stoby, Skåne        |       | 56.220170, 13.876260 | 10112100630001 | Ladda upp en bild av detta fornminne |
| Stoby 64:1                      | Röse                        |              | Stoby, Skåne        |       | 56.221016, 13.878308 | 10112100640001 | Ladda upp en bild av detta fornminne |
| Stoby 65:1                      | Röse                        |              | Stoby, Skåne        |       | 56.221903, 13.878631 | 10112100650001 | Ladda upp en bild av detta fornminne |
| Stoby 65:2                      | Röse                        |              | Stoby, Skåne        |       | 56.221934, 13.878189 | 10112100650002 | Ladda upp en bild av detta fornminne |
| Stoby 65:3                      | Röse                        |              | Stoby, Skåne        |       | 56.221844, 13.877906 | 10112100650003 | Ladda upp en bild av detta fornminne |
| Stoby 65:4                      | Röse                        |              | Stoby, Skåne        |       | 56.221492, 13.877856 | 10112100650004 | Ladda upp en bild av detta fornminne |
| Stoby 66:1                      | Röse                        |              | Stoby, Skåne        |       | 56.220866, 13.876983 | 10112100660001 | Ladda upp en bild av detta fornminne |
| Stoby 66:2                      | Röse                        |              | Stoby, Skåne        |       | 56.220809, 13.876510 | 10112100660002 | Ladda upp en bild av detta fornminne |
| Stoby 67:1                      | Röse                        |              | Stoby, Skåne        |       | 56.216848, 13.849272 | 10112100670001 | Ladda upp en bild av detta fornminne |
| Stoby 68:1                      | Stensättning                |              | Stoby, Skåne        |       | 56.227637, 13.882854 | 10112100680001 | Ladda upp en bild av detta fornminne |
| Stoby 69:1                      | Röse                        |              | Stoby, Skåne        |       | 56.222459, 13.878621 | 10112100690001 | Ladda upp en bild av detta fornminne |
| Stoby 70:1                      | Röse                        |              | Stoby, Skåne        |       | 56.198206, 13.836649 | 10112100700001 | Ladda upp en bild av detta fornminne |
| Stoby 71:1                      | Hällristning                |              | Stoby, Skåne        |       | 56.195435, 13.818187 | 10112100710001 | Ladda upp en bild av detta fornminne |
| Stoby 72:1                      | Stensättning                |              | Stoby, Skåne        |       | 56.195332, 13.817469 | 10112100720001 | Ladda upp en bild av detta fornminne |
| Stoby 75:1                      | Stensättning                |              | Stoby, Skåne        |       | 56.202471, 13.819980 | 10112100750001 | Ladda upp en bild av detta fornminne |
| Stoby 79:1                      | Gravfält                    |              | Stoby, Skåne        |       | 56.189205, 13.843351 | 10112100790001 | Ladda upp en bild av detta fornminne |
| Stoby 82:1                      | Stensättning                |              | Stoby, Skåne        |       | 56.189322, 13.847827 | 10112100820001 | Ladda upp en bild av detta fornminne |
| Stoby 82:2                      | Stensättning                |              | Stoby, Skåne        |       | 56.189277, 13.847979 | 10112100820002 | Ladda upp en bild av detta fornminne |
| Stoby 82:3                      | Röse                        |              | Stoby, Skåne        |       | 56.189115, 13.847824 | 10112100820003 | Ladda upp en bild av detta fornminne |
| Stoby 82:4                      | Stensättning                |              | Stoby, Skåne        |       | 56.189427, 13.847727 | 10112100820004 | Ladda upp en bild av detta fornminne |
| Stoby 83:1                      | Hällristning                |              | Stoby, Skåne        |       | 56.192815, 13.846356 | 10112100830001 | Ladda upp en bild av detta fornminne |
| Stoby 84:1                      | Hällristning                |              | Stoby, Skåne        |       | 56.193897, 13.848461 | 10112100840001 | Ladda upp en bild av detta fornminne |
| Stoby 85:1                      | Hällristning                |              | Stoby, Skåne        |       | 56.194409, 13.848643 | 10112100850001 | Ladda upp en bild av detta fornminne |
| Stoby 86:1                      | Hällristning                |              | Stoby, Skåne        |       | 56.194089, 13.844830 | 10112100860001 | Ladda upp en bild av detta fornminne |
| Stoby 87:1                      | Hällristning                |              | Stoby, Skåne        |       | 56.191441, 13.833719 | 10112100870001 | Ladda upp en bild av detta fornminne |
| Äggarörsbacke (Stoby 88:1)      | Röse                        |              | Stoby, Skåne        |       | 56.189682, 13.834849 | 10112100880001 | Ladda upp en bild av detta fornminne |
| Äggarörsbacke (Stoby 88:2)      | Röse                        |              | Stoby, Skåne        |       | 56.189656, 13.835430 | 10112100880002 | Ladda upp en bild av detta fornminne |
| Äggarörsbacke (Stoby 88:3)      | Röse                        |              | Stoby, Skåne        |       | 56.189663, 13.835737 | 10112100880003 | Ladda upp en bild av detta fornminne |
| Äggarörsbacke (Stoby 88:4)      | Röse                        |              | Stoby, Skåne        |       | 56.189467, 13.835497 | 10112100880004 | Ladda upp en bild av detta fornminne |
| Stoby 90:1                      | Stensättning                |              | Stoby, Skåne        |       | 56.197052, 13.837524 | 10112100900001 | Ladda upp en bild av detta fornminne |
| Stoby 91:1                      | Hög                         |              | Stoby, Skåne        |       | 56.174500, 13.830182 | 10112100910001 | Ladda upp en bild av detta fornminne |
| Stoby 91:2                      | Hög                         |              | Stoby, Skåne        |       | 56.174318, 13.830066 | 10112100910002 | Ladda upp en bild av detta fornminne |
| Stoby 93:1                      | Stensättning                |              | Stoby, Skåne        |       | 56.184648, 13.873355 | 10112100930001 | Ladda upp en bild av detta fornminne |
| Stoby 94:1                      | Hällristning                |              | Stoby, Skåne        |       | 56.186326, 13.874741 | 10112100940001 | Ladda upp en bild av detta fornminne |
| Stoby 95:1                      | Hällristning                |              | Stoby, Skåne        |       | 56.187713, 13.876311 | 10112100950001 | Ladda upp en bild av detta fornminne |
| Stoby 96:1                      | Stensättning                |              | Stoby, Skåne        |       | 56.194964, 13.875623 | 10112100960001 | Ladda upp en bild av detta fornminne |
| Stoby 97:1                      | Stensättning                |              | Stoby, Skåne        |       | 56.139284, 13.807730 | 10112100970001 | Ladda upp en bild av detta fornminne |
| Stoby 97:2                      | Grav markerad av sten/block |              | Stoby, Skåne        |       | 56.138991, 13.807479 | 10112100970002 | Ladda upp en bild av detta fornminne |
| Stoby 97:3                      | Grav markerad av sten/block |              | Stoby, Skåne        |       | 56.138885, 13.807376 | 10112100970003 | Ladda upp en bild av detta fornminne |
| Stoby 97:4                      | Stensättning                |              | Stoby, Skåne        |       | 56.138550, 13.807502 | 10112100970004 | Ladda upp en bild av detta fornminne |
| Stoby 98:1                      | Hällristning                |              | Stoby, Skåne        |       | 56.139227, 13.805883 | 10112100980001 | Ladda upp en bild av detta fornminne |
| Stoby 98:2                      | Hällristning                |              | Stoby, Skåne        |       | 56.139283, 13.805988 | 10112100980002 | Ladda upp en bild av detta fornminne |
| Stoby 104:1                     | Röse                        |              | Stoby, Skåne        |       | 56.186830, 13.850911 | 10112101040001 | Ladda upp en bild av detta fornminne |
| Stoby 104:2                     | Hällristning                |              | Stoby, Skåne        |       | 56.186835, 13.850885 | 10112101040002 | Ladda upp en bild av detta fornminne |
| Stoby 104:3                     | Stensättning                |              | Stoby, Skåne        |       | 56.186921, 13.850420 | 10112101040003 | Ladda upp en bild av detta fornminne |
| Stoby 112:1                     | Hällristning                |              | Stoby, Skåne        |       | 56.185047, 13.814117 | 10112101120001 | Ladda upp en bild av detta fornminne |
| Stoby 121:1                     | Hög                         |              | Stoby, Skåne        |       | 56.215570, 13.843019 | 10112101210001 | Ladda upp en bild av detta fornminne |
| Stoby 123:1                     | Stensättning                |              | Stoby, Skåne        |       | 56.233250, 13.898658 | 10112101230001 | Ladda upp en bild av detta fornminne |
| Stoby 124:1                     | Röse                        |              | Stoby, Skåne        |       | 56.228379, 13.896787 | 10112101240001 | Ladda upp en bild av detta fornminne |
| Stoby 125:1                     | Röse                        |              | Stoby, Skåne        |       | 56.226273, 13.888401 | 10112101250001 | Ladda upp en bild av detta fornminne |
| Stoby 125:2                     | Stensättning                |              | Stoby, Skåne        |       | 56.226199, 13.888583 | 10112101250002 | Ladda upp en bild av detta fornminne |
| Stoby 131:1                     | Röse                        |              | Stoby, Skåne        |       | 56.183471, 13.827155 | 10112101310001 | Ladda upp en bild av detta fornminne |
| Stoby 135:1                     | Röse                        |              | Stoby, Skåne        |       | 56.213887, 13.878947 | 10112101350001 | Ladda upp en bild av detta fornminne |
| Stoby 150:1                     | Hällristning                |              | Stoby, Skåne        |       | 56.153682, 13.805314 | 10112101500001 | Ladda upp en bild av detta fornminne |
| Stoby 151:1                     | Stensättning                |              | Stoby, Skåne        |       | 56.153721, 13.805548 | 10112101510001 | Ladda upp en bild av detta fornminne |
| Stoby 151:2                     | Stensättning                |              | Stoby, Skåne        |       | 56.153840, 13.805548 | 10112101510002 | Ladda upp en bild av detta fornminne |
| Stoby 151:3                     | Stensättning                |              | Stoby, Skåne        |       | 56.153764, 13.805815 | 10112101510003 | Ladda upp en bild av detta fornminne |
| Stoby 156:1                     | Röse                        |              | Stoby, Skåne        |       | 56.221522, 13.858720 | 10112101560001 | Ladda upp en bild av detta fornminne |
| Kappasten (Stoby 157:1)         | Hällristning                |              | Stoby, Skåne        |       | 56.221510, 13.858420 | 10112101570001 | Ladda upp en bild av detta fornminne |
| Stoby 167:1                     | Stensättning                |              | Stoby, Skåne        |       | 56.191452, 13.829375 | 10112101670001 | Ladda upp en bild av detta fornminne |
| Högasten (Stoby 171:1)          | Stensättning                |              | Stoby, Skåne        |       | 56.216469, 13.844885 | 10112101710001 | Ladda upp en bild av detta fornminne |
| Stoby 172:1                     | Stensättning                |              | Stoby, Skåne        |       | 56.216763, 13.839080 | 10112101720001 | Ladda upp en bild av detta fornminne |
| Stoby 175:1                     | Stensättning                |              | Stoby, Skåne        |       | 56.152910, 13.805801 | 10112101750001 | Ladda upp en bild av detta fornminne |
| Stoby 179:1                     | Stensättning                |              | Stoby, Skåne        |       | 56.217996, 13.842073 | 10112101790001 | Ladda upp en bild av detta fornminne |
| Stoby 180:1                     | Hällristning                |              | Stoby, Skåne        |       | 56.217217, 13.839252 | 10112101800001 | Ladda upp en bild av detta fornminne |
| Stoby 189:1                     | Hällristning                |              | Stoby, Skåne        |       | 56.183960, 13.871016 | 10112101890001 | Ladda upp en bild av detta fornminne |
| Stoby 190:1                     | Hällristning                |              | Stoby, Skåne        |       | 56.190080, 13.847430 | 10112101900001 | Ladda upp en bild av detta fornminne |
| Stoby 191:1                     | Hällristning                |              | Stoby, Skåne        |       | 56.191603, 13.845747 | 10112101910001 | Ladda upp en bild av detta fornminne |
| Stoby 191:2                     | Hällristning                |              | Stoby, Skåne        |       | 56.191842, 13.845809 | 10112101910002 | Ladda upp en bild av detta fornminne |
| Stoby 192:1                     | Hällristning                |              | Stoby, Skåne        |       | 56.219205, 13.876842 | 10112101920001 | Ladda upp en bild av detta fornminne |
| Stoby 193:1                     | Hällristning                |              | Stoby, Skåne        |       | 56.223788, 13.856665 | 10112101930001 | Ladda upp en bild av detta fornminne |
| Stoby 194:1                     | Hällristning                |              | Stoby, Skåne        |       | 56.223067, 13.853464 | 10112101940001 | Ladda upp en bild av detta fornminne |
| Stoby 195:1                     | Hällristning                |              | Stoby, Skåne        |       | 56.220817, 13.856424 | 10112101950001 | Ladda upp en bild av detta fornminne |
| Stoby 196:1                     | Hällristning                |              | Stoby, Skåne        |       | 56.218041, 13.841138 | 10112101960001 | Ladda upp en bild av detta fornminne |
| Stoby 197:1                     | Hällristning                |              | Stoby, Skåne        |       | 56.217569, 13.841223 | 10112101970001 | Ladda upp en bild av detta fornminne |
| Stoby 198:1                     | Hällristning                |              | Stoby, Skåne        |       | 56.187124, 13.874350 | 10112101980001 | Ladda upp en bild av detta fornminne |
| Stoby 199:1                     | Hällristning                |              | Stoby, Skåne        |       | 56.186821, 13.873696 | 10112101990001 | Ladda upp en bild av detta fornminne |
| Stoby 200:1                     | Hällristning                |              | Stoby, Skåne        |       | 56.182133, 13.865878 | 10112102000001 | Ladda upp en bild av detta fornminne |
| Stoby 200:2                     | Hällristning                |              | Stoby, Skåne        |       | 56.182124, 13.865857 | 10112102000002 | Ladda upp en bild av detta fornminne |
| Stoby 201:1                     | Hällristning                |              | Stoby, Skåne        |       | 56.149022, 13.808082 | 10112102010001 | Ladda upp en bild av detta fornminne |
| Stoby 202:1                     | Hällristning                |              | Stoby, Skåne        |       | 56.149526, 13.811330 | 10112102020001 | Ladda upp en bild av detta fornminne |
| Stoby 203:1                     | Hällristning                |              | Stoby, Skåne        |       | 56.139484, 13.807389 | 10112102030001 | Ladda upp en bild av detta fornminne |
| Stoby 216:2                     | Stensättning                |              | Stoby, Skåne        |       | 56.198788, 13.854674 | 10112102160002 | Ladda upp en bild av detta fornminne |
| Stoby 221:1                     | Stensättning                |              | Stoby, Skåne        |       | 56.151792, 13.807114 | 10112102210001 | Ladda upp en bild av detta fornminne |
| Stoby 221:2                     | Stensättning                |              | Stoby, Skåne        |       | 56.151696, 13.807264 | 10112102210002 | Ladda upp en bild av detta fornminne |
| Stoby 231                       | Stensättning                |              | Stoby, Skåne        |       | 56.187781, 13.799060 | 12000000030051 | Ladda upp en bild av detta fornminne |

## Sörby
| Namn                       | Lämningstyp      | Tillkomsttid | Historisk indelning | Plats | Läge                 | ID-nr          | Bild                                 |
| -------------------------- | ---------------- | ------------ | ------------------- | ----- | -------------------- | -------------- | ------------------------------------ |
| Tingsbacken (Sörby 1:1)    | Stenkrets        |              | Sörby, Skåne        |       | 56.144788, 13.957813 | 10112400010001 | Ladda upp en bild av detta fornminne |
| Tingsbacken (Sörby 1:2)    | Stensättning     |              | Sörby, Skåne        |       | 56.144948, 13.957761 | 10112400010002 | Ladda upp en bild av detta fornminne |
| Tingsbacken (Sörby 1:3)    | Stensättning     |              | Sörby, Skåne        |       | 56.145038, 13.957744 | 10112400010003 | Ladda upp en bild av detta fornminne |
| Sörby 6:1                  | Stensättning     |              | Sörby, Skåne        |       | 56.144660, 13.952006 | 10112400060001 | Ladda upp en bild av detta fornminne |
| Sörby 6:2                  | Stensättning     |              | Sörby, Skåne        |       | 56.144556, 13.951856 | 10112400060002 | Ladda upp en bild av detta fornminne |
| Sörby 11:1                 | Begravningsplats |              | Sörby, Skåne        |       | 56.118518, 13.953640 | 10112400110001 | Ladda upp en bild av detta fornminne |
| Öhlkanneröret (Sörby 14:1) | Stensättning     |              | Sörby, Skåne        |       | 56.120603, 13.972968 | 10112400140001 | Ladda upp en bild av detta fornminne |
| Sörby 22:1                 | Hällristning     |              | Sörby, Skåne        |       | 56.147260, 13.967339 | 10112400220001 | Ladda upp en bild av detta fornminne |

## Vankiva
| Namn                       | Lämningstyp                 | Tillkomsttid | Historisk indelning | Plats | Läge                 | ID-nr          | Bild                                      |
| -------------------------- | --------------------------- | ------------ | ------------------- | ----- | -------------------- | -------------- | ----------------------------------------- |
| Vankiva 3:1                | Hällristning                |              | Vankiva, Skåne      |       | 56.210429, 13.784533 | 10113700030001 | Ladda upp en bild av detta fornminne      |
| Kungagraven (Vankiva 11:1) | Röse                        |              | Vankiva, Skåne      |       | 56.194877, 13.756667 | 10113700110001 | Ladda upp en bild av detta fornminne      |
| Vankiva 13:1               | Gravfält                    |              | Vankiva, Skåne      |       | 56.249336, 13.724192 | 10113700130001 | Ladda upp en bild av detta fornminne      |
| Vankiva 14:1               | Stenkrets                   |              | Vankiva, Skåne      |       | 56.248939, 13.724413 | 10113700140001 | Ladda upp en bild av detta fornminne      |
| Vankiva 14:2               | Stenkrets                   |              | Vankiva, Skåne      |       | 56.248899, 13.724193 | 10113700140002 | Ladda upp en bild av detta fornminne      |
| Vankiva 14:3               | Stenkrets                   |              | Vankiva, Skåne      |       | 56.248799, 13.724151 | 10113700140003 | Ladda upp en bild av detta fornminne      |
| Vankiva 14:4               | Grav markerad av sten/block |              | Vankiva, Skåne      |       | 56.248824, 13.724333 | 10113700140004 | Ladda upp en bild av detta fornminne      |
| Mala stenar (Vankiva 17:1) | Gravfält                    |              | Vankiva, Skåne      |       | 56.228160, 13.697790 | 10113700170001 | Ladda upp en till bild av detta fornminne |
| Vankiva 21:1               | Grav markerad av sten/block |              | Vankiva, Skåne      |       | 56.224341, 13.786438 | 10113700210001 | Ladda upp en bild av detta fornminne      |
| Vankiva 28:1               | Hög                         |              | Vankiva, Skåne      |       | 56.193055, 13.734110 | 10113700280001 | Ladda upp en bild av detta fornminne      |
| Vankiva 69:1               | Hög                         |              | Vankiva, Skåne      |       | 56.198056, 13.752242 | 10113700690001 | Ladda upp en bild av detta fornminne      |
| Vankiva 70:1               | Hög                         |              | Vankiva, Skåne      |       | 56.200074, 13.772422 | 10113700700001 | Ladda upp en bild av detta fornminne      |
| Vankiva 86:1               | Stensättning                |              | Vankiva, Skåne      |       | 56.212159, 13.769320 | 10113700860001 | Ladda upp en bild av detta fornminne      |
| Vankiva 88:1               | Hög                         |              | Vankiva, Skåne      |       | 56.205864, 13.774320 | 10113700880001 | Ladda upp en bild av detta fornminne      |
| Vankiva 120:1              | Stenkammargrav              |              | Vankiva, Skåne      |       | 56.228314, 13.703023 | 10113701200001 | Ladda upp en bild av detta fornminne      |
| Rövarerör (Vankiva 124:1)  | Stensättning                |              | Vankiva, Skåne      |       | 56.263845, 13.703740 | 10113701240001 | Ladda upp en bild av detta fornminne      |
| Vankiva 133:1              | Kvarn                       |              | Vankiva, Skåne      |       | 56.228287, 13.763501 | 10113701330001 | Ladda upp en bild av detta fornminne      |

## Verum
| Namn                       | Lämningstyp         | Tillkomsttid | Historisk indelning | Plats | Läge                 | ID-nr          | Bild                                      |
| -------------------------- | ------------------- | ------------ | ------------------- | ----- | -------------------- | -------------- | ----------------------------------------- |
| Verum 2:1                  | Begravningsplats    |              | Verum, Skåne        |       | 56.360756, 13.800530 | 10113900020001 | Ladda upp en bild av detta fornminne      |
| Skeingeborg (Verum 4:1)    | Borg                |              | Verum, Skåne        |       | 56.361408, 13.888208 | 10113900040001 | Ladda upp en till bild av detta fornminne |
| Verum 32:1                 | Kvarn               |              | Verum, Skåne        |       | 56.351016, 13.844262 | 10113900320001 | Ladda upp en bild av detta fornminne      |
| Verum 65:1                 | Stensättning        |              | Verum, Skåne        |       | 56.362317, 13.782805 | 10113900650001 | Ladda upp en bild av detta fornminne      |
| Verum 80:1                 | Stensättning        |              | Verum, Skåne        |       | 56.364314, 13.857674 | 10113900800001 | Ladda upp en bild av detta fornminne      |
| Skeinge mölla (Verum 85:1) | Kvarn               |              | Verum, Skåne        |       | 56.364102, 13.914338 | 10113900850001 | Ladda upp en bild av detta fornminne      |
| Verum 137:1                | Fästning/skans      |              | Verum, Skåne        |       | 56.376672, 13.871507 | 10113901370001 | Ladda upp en bild av detta fornminne      |
| Smedlycke (Verum 149:1)    | Lägenhetsbebyggelse |              | Verum, Skåne        |       | 56.341811, 13.888813 | 10113901490001 | Ladda upp en bild av detta fornminne      |

## Vinslöv
| Namn                            | Lämningstyp                 | Tillkomsttid | Historisk indelning | Plats | Läge                 | ID-nr          | Bild                                      |
| ------------------------------- | --------------------------- | ------------ | ------------------- | ----- | -------------------- | -------------- | ----------------------------------------- |
| Vinslöv 1:1                     | Hög                         |              | Vinslöv, Skåne      |       | 56.120211, 13.929828 | 10114000010001 | Ladda upp en bild av detta fornminne      |
| Vinslöv 1:2                     | Hög                         |              | Vinslöv, Skåne      |       | 56.120012, 13.929731 | 10114000010002 | Ladda upp en bild av detta fornminne      |
| Vinslöv 3:1                     | Stenkrets                   |              | Vinslöv, Skåne      |       | 56.096161, 13.879826 | 10114000030001 | Ladda upp en bild av detta fornminne      |
| Vinslöv 4:1                     | Stenkrets                   |              | Vinslöv, Skåne      |       | 56.104187, 13.878747 | 10114000040001 | Ladda upp en bild av detta fornminne      |
| Vinslöv 6:1                     | Stensättning                |              | Vinslöv, Skåne      |       | 56.095142, 13.883990 | 10114000060001 | Ladda upp en bild av detta fornminne      |
| Vinslöv 6:2                     | Stensättning                |              | Vinslöv, Skåne      |       | 56.095131, 13.884799 | 10114000060002 | Ladda upp en bild av detta fornminne      |
| Vinslöv 7:1                     | Gravfält                    |              | Vinslöv, Skåne      |       | 56.095243, 13.887812 | 10114000070001 | Ladda upp en bild av detta fornminne      |
| Vinslöv 8:1                     | Stensättning                |              | Vinslöv, Skåne      |       | 56.094292, 13.891621 | 10114000080001 | Ladda upp en bild av detta fornminne      |
| Raddlareröret (Vinslöv 9:1)     | Röse                        |              | Vinslöv, Skåne      |       | 56.088822, 13.866350 | 10114000090001 | Ladda upp en bild av detta fornminne      |
| Vinslöv 10:1                    | Röse                        |              | Vinslöv, Skåne      |       | 56.088904, 13.858472 | 10114000100001 | Ladda upp en bild av detta fornminne      |
| Vinslöv 11:1                    | Stensättning                |              | Vinslöv, Skåne      |       | 56.090622, 13.876364 | 10114000110001 | Ladda upp en bild av detta fornminne      |
| Vinslöv 12:1                    | Röse                        |              | Vinslöv, Skåne      |       | 56.080330, 13.858692 | 10114000120001 | Ladda upp en bild av detta fornminne      |
| Vinslöv 16:1                    | Röse                        |              | Vinslöv, Skåne      |       | 56.082944, 13.889064 | 10114000160001 | Ladda upp en bild av detta fornminne      |
| Vinslöv 18:1                    | Stensättning                |              | Vinslöv, Skåne      |       | 56.107031, 13.879740 | 10114000180001 | Ladda upp en bild av detta fornminne      |
| Vinslöv 21:1                    | Stensättning                |              | Vinslöv, Skåne      |       | 56.094960, 13.882586 | 10114000210001 | Ladda upp en bild av detta fornminne      |
| Vinslöv 22:2                    | Grav markerad av sten/block |              | Vinslöv, Skåne      |       | 56.084795, 13.903770 | 10114000220002 | Ladda upp en bild av detta fornminne      |
| Stångabjär (Vinslöv 25:1)       | Gravfält                    |              | Vinslöv, Skåne      |       | 56.104802, 13.944059 | 10114000250001 | Ladda upp en till bild av detta fornminne |
| Ekebacken (Vinslöv 27:1)        | Stensättning                |              | Vinslöv, Skåne      |       | 56.104809, 13.940490 | 10114000270001 | Ladda upp en bild av detta fornminne      |
| Ekebacken (Vinslöv 27:2)        | Stensättning                |              | Vinslöv, Skåne      |       | 56.104506, 13.940220 | 10114000270002 | Ladda upp en bild av detta fornminne      |
| Ekebacken (Vinslöv 27:3)        | Stensättning                |              | Vinslöv, Skåne      |       | 56.104290, 13.939924 | 10114000270003 | Ladda upp en bild av detta fornminne      |
| Vinslöv 28:1                    | Stenkammargrav              |              | Vinslöv, Skåne      |       | 56.101835, 13.957011 | 10114000280001 | Ladda upp en bild av detta fornminne      |
| Bröt-Anunds grav (Vinslöv 29:1) | Stenkammargrav              |              | Vinslöv, Skåne      |       | 56.101453, 13.958701 | 10114000290001 | Ladda upp en till bild av detta fornminne |
| Vinslöv 47:1                    | Röse                        |              | Vinslöv, Skåne      |       | 56.079213, 13.855502 | 10114000470001 | Ladda upp en bild av detta fornminne      |
| Vinslöv 49:1                    | Röse                        |              | Vinslöv, Skåne      |       | 56.078957, 13.854765 | 10114000490001 | Ladda upp en bild av detta fornminne      |
| Vinslöv 82:1                    | Stensättning                |              | Vinslöv, Skåne      |       | 56.118607, 13.894228 | 10114000820001 | Ladda upp en bild av detta fornminne      |
| Vinslöv 82:2                    | Stensättning                |              | Vinslöv, Skåne      |       | 56.118524, 13.894388 | 10114000820002 | Ladda upp en bild av detta fornminne      |
| Vinslöv 88:1                    | Kvarn                       |              | Vinslöv, Skåne      |       | 56.097450, 13.863131 | 10114000880001 | Ladda upp en bild av detta fornminne      |
| Vinslöv 113:1                   | Hällristning                |              | Vinslöv, Skåne      |       | 56.127418, 13.875984 | 10114001130001 | Ladda upp en bild av detta fornminne      |
| Gravsvinsrör (Vinslöv 118:1)    | Röse                        |              | Vinslöv, Skåne      |       | 56.107078, 13.857187 | 10114001180001 | Ladda upp en bild av detta fornminne      |
| Vinslöv 122:1                   | Stensättning                |              | Vinslöv, Skåne      |       | 56.122743, 13.936304 | 10114001220001 | Ladda upp en bild av detta fornminne      |
| Vinslöv 122:2                   | Stensättning                |              | Vinslöv, Skåne      |       | 56.122608, 13.936157 | 10114001220002 | Ladda upp en bild av detta fornminne      |
| Vinslöv 122:3                   | Stensättning                |              | Vinslöv, Skåne      |       | 56.122553, 13.935862 | 10114001220003 | Ladda upp en bild av detta fornminne      |
| Vinslöv 123:1                   | Röse                        |              | Vinslöv, Skåne      |       | 56.121945, 13.898248 | 10114001230001 | Ladda upp en bild av detta fornminne      |
| Vinslöv 123:2                   | Röse                        |              | Vinslöv, Skåne      |       | 56.121458, 13.898676 | 10114001230002 | Ladda upp en bild av detta fornminne      |
| Vinslöv 124:1                   | Hällristning                |              | Vinslöv, Skåne      |       | 56.123068, 13.896429 | 10114001240001 | Ladda upp en bild av detta fornminne      |
| Vinslöv 124:2                   | Hällristning                |              | Vinslöv, Skåne      |       | 56.122892, 13.895732 | 10114001240002 | Ladda upp en bild av detta fornminne      |
| Vinslöv 131:1                   | Stensättning                |              | Vinslöv, Skåne      |       | 56.073107, 13.960161 | 10114001310001 | Ladda upp en bild av detta fornminne      |
| Vinslöv 131:2                   | Stensättning                |              | Vinslöv, Skåne      |       | 56.073536, 13.960883 | 10114001310002 | Ladda upp en bild av detta fornminne      |
| Vinslöv 131:3                   | Stensättning                |              | Vinslöv, Skåne      |       | 56.073883, 13.960977 | 10114001310003 | Ladda upp en bild av detta fornminne      |
| Vinslöv 131:4                   | Stensättning                |              | Vinslöv, Skåne      |       | 56.074022, 13.960695 | 10114001310004 | Ladda upp en bild av detta fornminne      |
| Dykarmöllan (Vinslöv 133:1)     | Kvarn                       |              | Vinslöv, Skåne      |       | 56.067856, 13.926493 | 10114001330001 | Ladda upp en bild av detta fornminne      |
| Vinslöv 141:1                   | Röse                        |              | Vinslöv, Skåne      |       | 56.107236, 13.859195 | 10114001410001 | Ladda upp en bild av detta fornminne      |
| Vinslöv 141:2                   | Röse                        |              | Vinslöv, Skåne      |       | 56.107014, 13.859265 | 10114001410002 | Ladda upp en bild av detta fornminne      |
| Vinslöv 142:1                   | Stensättning                |              | Vinslöv, Skåne      |       | 56.120025, 13.983117 | 10114001420001 | Ladda upp en bild av detta fornminne      |
| Vinslöv 143:1                   | Stensättning                |              | Vinslöv, Skåne      |       | 56.119592, 13.981755 | 10114001430001 | Ladda upp en bild av detta fornminne      |
| Vinslöv 144:1                   | Stensättning                |              | Vinslöv, Skåne      |       | 56.127167, 13.995263 | 10114001440001 | Ladda upp en bild av detta fornminne      |
| Vinslöv 145:1                   | Stensättning                |              | Vinslöv, Skåne      |       | 56.078755, 13.855974 | 10114001450001 | Ladda upp en bild av detta fornminne      |
| Vinslöv 146:1                   | Stensättning                |              | Vinslöv, Skåne      |       | 56.095111, 13.886297 | 10114001460001 | Ladda upp en bild av detta fornminne      |
| Vinslöv 146:2                   | Stensättning                |              | Vinslöv, Skåne      |       | 56.095012, 13.886158 | 10114001460002 | Ladda upp en bild av detta fornminne      |
| Vinslöv 146:3                   | Stensättning                |              | Vinslöv, Skåne      |       | 56.094979, 13.885908 | 10114001460003 | Ladda upp en bild av detta fornminne      |

## Vittsjö
| Namn                           | Lämningstyp    | Tillkomsttid | Historisk indelning | Plats | Läge                 | ID-nr          | Bild                                 |
| ------------------------------ | -------------- | ------------ | ------------------- | ----- | -------------------- | -------------- | ------------------------------------ |
| Tattra sten (Vittsjö 6:1)      | Minnesmärke    |              | Vittsjö, Skåne      |       | 56.417971, 13.628046 | 10114300060001 | Ladda upp en bild av detta fornminne |
| Vittsjö skansar (Vittsjö 16:1) | Fästning/skans |              | Vittsjö, Skåne      |       | 56.351940, 13.663835 | 10114300160001 | Ladda upp en bild av detta fornminne |
| Vittsjöborg (Vittsjö 24:1)     | Borg           |              | Vittsjö, Skåne      |       | 56.352061, 13.647364 | 10114300240001 | Ladda upp en bild av detta fornminne |
| Vittsjö 203:1                  | Fästning/skans |              | Vittsjö, Skåne      |       | 56.349996, 13.663356 | 10114302030001 | Ladda upp en bild av detta fornminne |

## Västra Torup
| Namn                            | Lämningstyp      | Tillkomsttid | Historisk indelning | Plats | Läge                 | ID-nr          | Bild                                 |
| ------------------------------- | ---------------- | ------------ | ------------------- | ----- | -------------------- | -------------- | ------------------------------------ |
| Västra Torup 3:1                | Stenkrets        |              | Västra Torup, Skåne |       | 56.147053, 13.542425 | 10115000030001 | Ladda upp en bild av detta fornminne |
| Västra Torup 3:2                | Röse             |              | Västra Torup, Skåne |       | 56.146878, 13.542578 | 10115000030002 | Ladda upp en bild av detta fornminne |
| Kyrkobacken (Västra Torup 22:1) | Begravningsplats |              | Västra Torup, Skåne |       | 56.157610, 13.497682 | 10115000220001 | Ladda upp en bild av detta fornminne |